# Château-Chinon (Ville)
Pour les articles homonymes, voir Château-Chinon, Château (homonymie) et Chinon (homonymie).
Château-Chinon (Ville) (prononcé [ ʃato ʃinɔ̃ vil] ), ou plus communément Château-Chinon ([ ʃato ʃinɔ̃] ), est une commune française située dans le département de la Nièvre, en région Bourgogne-Franche-Comté.
Considérée comme la capitale du Morvan, elle est bâtie sur les flancs d'une colline culminant à 609 m. Compte tenu de sa situation stratégique, son histoire est chargée depuis les époques gauloise et gallo-romaine avec le peuple des Éduens, au Moyen Âge et à l'Ancien Régime comme étant une châtellenie puis un comté appartenant aux plus grandes familles du royaume de France. À l'époque contemporaine, le bourg est surtout connu pour l'élection en 1981 de son maire, François Mitterrand, à la présidence de la République française.

## Géographie

Représentations cartographiques de la commune
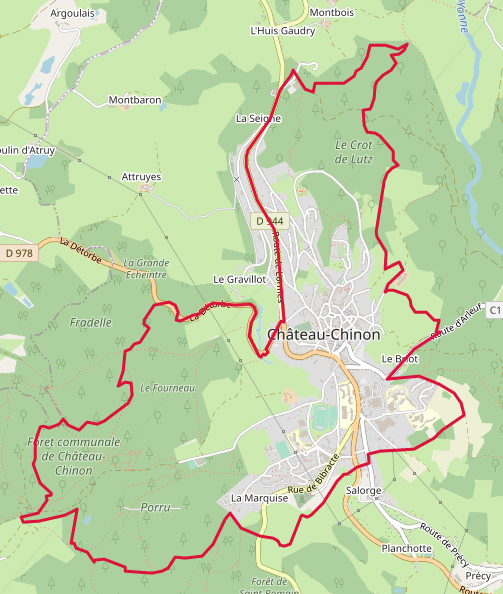
Carte OpenStreetMap.
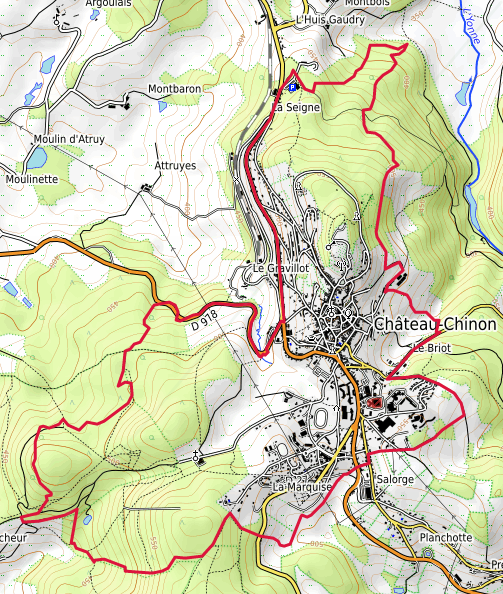
Carte topographique.

### Localisation

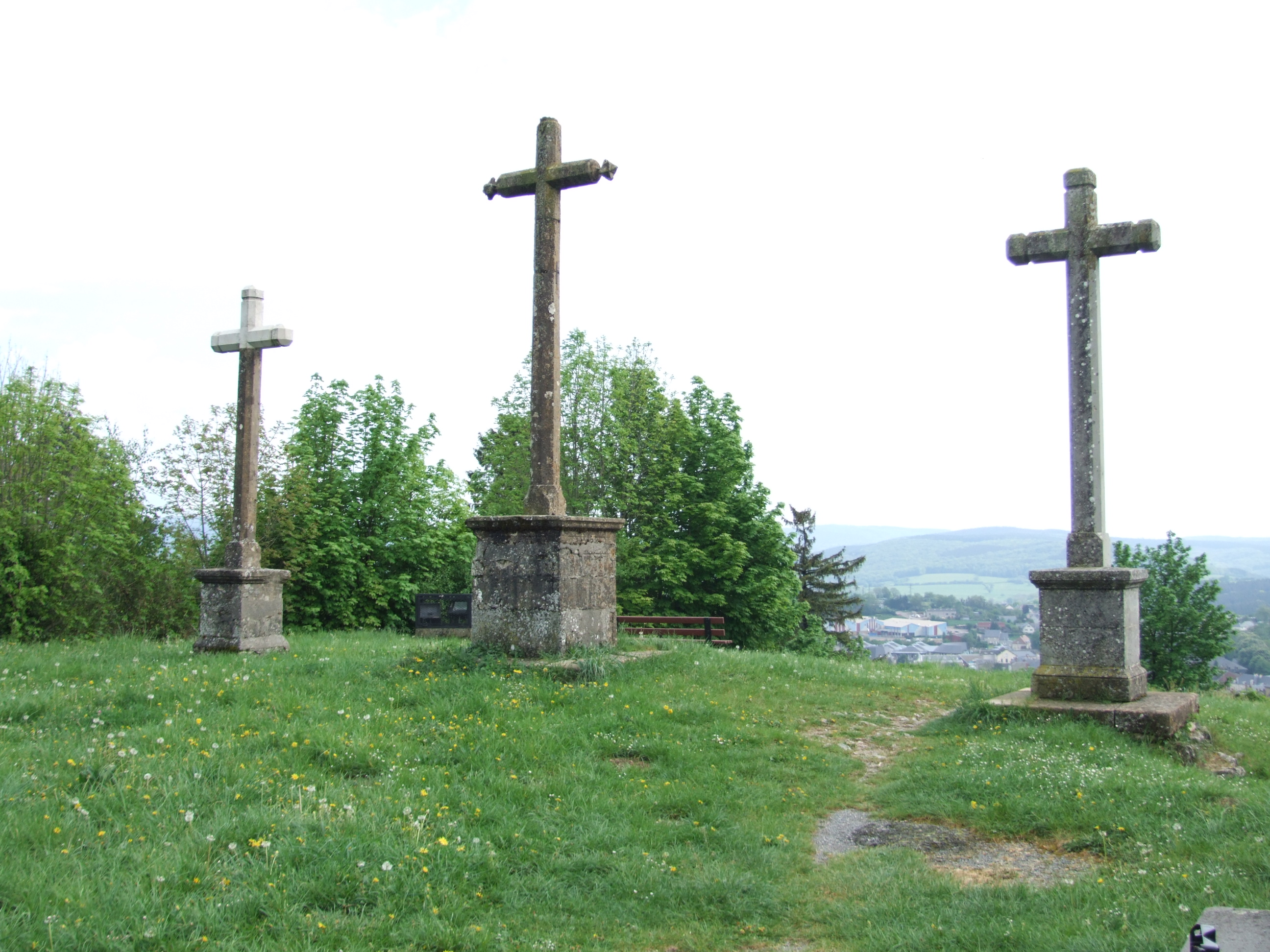
Les trois croix du Calvaire en 2007.

La ville est bâtie en amphithéâtre sur les flancs sud et ouest d'une colline culminant à 609 m, le Calvaire, qui surplombe principalement le Morvan mais aussi la rive gauche de l'Yonne et la plaine du Bazois.
Ce gros bourg est considéré comme la capitale du Morvan et se situe dans l'est du département de la Nièvre, à environ 13 km de la limite avec la Saône-et-Loire.
Avec ses 428 hectares, Château-Chinon (Ville) est l'une des communes du département ayant le plus petit territoire.

### Communes limitrophes
Les communes limitrophes sont  Château-Chinon (Campagne) et Saint-Hilaire-en-Morvan.
Le territoire de la commune de Château-Chinon (Ville) est quasiment enclavé dans celui de la commune de Château-Chinon (Campagne). L'unique contact avec une autre commune se situe à l'ouest, dans la forêt communale de Château-Chinon, vers le lieu-dit Chaligny de la commune de Saint-Hilaire-en-Morvan. Cette limite avec une autre commune que Château-Chinon (Campagne) ne fait qu'une centaine de mètres de longueur.

### Climat
Pour des articles plus généraux, voir Climat de la Bourgogne-Franche-Comté et Climat de la Nièvre.
En 2010, le climat de la commune est de type climat de montagne, selon une étude du Centre national de la recherche scientifique s'appuyant sur une série de données couvrant la période 1971-2000. En 2020, Météo-France publie une typologie des climats de la France métropolitaine dans laquelle la commune est exposée à un climat océanique altéré et est dans une zone de transition entre les régions climatiques « Lorraine, plateau de Langres, Morvan » et « Centre et contreforts nord du Massif Central ».
Pour la période 1971-2000, la température annuelle moyenne est de 9,3 °C, avec une amplitude thermique annuelle de 16 °C. Le cumul annuel moyen de précipitations est de 1 315 mm, avec 14,6 jours de précipitations en janvier et 9,5 jours en juillet. Pour la période 1991-2020, la température moyenne annuelle observée sur la station météorologique installée sur la commune est de 10,5 °C et le cumul annuel moyen de précipitations est de 1 252,3 mm. 
La température maximale relevée sur cette station est de 38,8 °C, atteinte le 25 juillet 2019 ; la température minimale est de −21,3 °C, atteinte le 10 février 1956,,.
| Mois                                  | jan.             | fév.             | mars           | avril           | mai             | juin           | jui.          | août           | sep.           | oct.          | nov.            | déc.             | année      |
| ------------------------------------- | ---------------- | ---------------- | -------------- | --------------- | --------------- | -------------- | ------------- | -------------- | -------------- | ------------- | --------------- | ---------------- | ---------- |
| Température minimale moyenne (°C)     | 0,2              | 0,2              | 2,9            | 5,3             | 8,7             | 11,9           | 13,8          | 14             | 10,8           | 7,9           | 3,5             | 1,1              | 6,7        |
| Température moyenne (°C)              | 2,7              | 3,2              | 6,7            | 9,7             | 13,3            | 16,7           | 18,7          | 18,8           | 15             | 11,2          | 6,2             | 3,5              | 10,5       |
| Température maximale moyenne (°C)     | 5,2              | 6,2              | 10,4           | 14,1            | 17,9            | 21,5           | 23,6          | 23,6           | 19,3           | 14,5          | 8,9             | 5,9              | 14,3       |
| Record de froid (°C) date du record   | −19,9 12.01.1987 | −21,3 10.02.1956 | −14 06.03.1971 | −7,9 12.04.1986 | −3,5 06.05.1957 | 1,2 02.06.1962 | 5 05.07.1965  | 4,8 26.08.1966 | 1,4 26.09.1972 | −4 29.10.1950 | −9,9 22.11.1998 | −15,6 24.12.1962 | −21,3 1956 |
| Record de chaleur (°C) date du record | 18,9 01.01.22    | 20,8 29.02.1960  | 24,4 31.03.21  | 27,3 20.04.18   | 30,2 24.05.09   | 36,5 27.06.19  | 38,8 25.07.19 | 38 07.08.03    | 33,7 08.09.23  | 28,6 02.10.23 | 22,7 08.11.15   | 20,1 16.12.1989  | 38,8 2019  |
| Précipitations (mm)                   | 119,6            | 95,4             | 92,2           | 94,5            | 108,3           | 90,5           | 93,7          | 90,7           | 94,2           | 113,5         | 129,5           | 130,2            | 1 252,3    |

| Diagramme climatique                                  |            |             |             |              |              |              |            |              |              |             |             |
| J                                                     | F          | M           | A           | M            | J            | J            | A          | S            | O            | N           | D           |
| 5,20,2119,6                                           | 6,20,295,4 | 10,42,992,2 | 14,15,394,5 | 17,98,7108,3 | 21,511,990,5 | 23,613,893,7 | 23,61490,7 | 19,310,894,2 | 14,57,9113,5 | 8,93,5129,5 | 5,91,1130,2 |
| Moyennes : • Temp. maxi et mini °C • Précipitation mm |            |             |             |              |              |              |            |              |              |             |             |

Les paramètres climatiques de la commune ont été estimés pour le milieu du siècle (2041-2070) selon différents scénarios d'émission de gaz à effet de serre à partir des nouvelles projections climatiques de référence DRIAS-2020. Elles sont consultables sur un site dédié publié par Météo-France en novembre 2022.

### Voies de communications et transports

#### Réseau routier
Château-Chinon (Ville) est traversée d'ouest en est par la route départementale 978 (portion de l'ancienne RN 78) qui permet de rejoindre Nevers à l'ouest, et Autun, puis Louhans à l'est.
Par le sud, depuis Luzy, on peut rejoindre la commune via la route départementale 27.
La commune est également accessible par la route départementale 37 depuis Cercy-la-Tour au sud et Montsauche-les-Settons au nord.
Toujours depuis le nord, on peut rejoindre Château-Chinon depuis Lormes et Avallon par la route départementale 944 (portion de l'ancienne RN 444 reliant Château-Chinon à Troyes avant son déclassement en 1972).

#### Transports en commun
La commune est desservie par 5 lignes d'autocars :
- Ligne 501 : Château-Chinon - Nevers, tous les jours par les autocars Mobigo (Réseau interurbain de la Bourgogne-Franche-Comté)[D 1],[D 2].
- Ligne 4 : Château-Chinon - Gouloux, le mercredi et le 2e lundi de chaque mois par les autocars Taboureau[D 2].
- Ligne 12 : Château-Chinon - Autun, du lundi au samedi par les autocars Buscéphale (autocars du réseau départemental de Saône-et-Loire)[D 3].
- Ligne 7 : Château-Chinon - Arleuf, uniquement le samedi, par les cars Siyatégie[D 2].
- Ligne 8 : Château-Chinon - Glux-en-Glenne, uniquement le mercredi par les autocars Voyages Gonin[D 2].

#### Le Tacot du Morvan
Au début du XXe siècle, la commune était desservie par une des lignes du Tacot du Morvan : le chemin de fer d'Autun à Château-Chinon.
Le 1er juin 1905, la ligne fut prolongée et le terminus, situé précédemment aux hameaux de Athez et Corcelles (commune d'Anost) depuis son ouverture en août 1900, fut alors fixé à Château-Chinon (Ville), dans la bien nommée rue du Tacot, près de l'actuelle place Jean-Sallonnyer.
Le 1er juin 1905, la ligne fut à nouveau prolongée et le terminus se trouva alors plus à l'ouest, à de Château-Chinon (Campagne), au niveau de la gare terminus de la ligne PLM qui rejoint Tamnay-en-Bazois.
Le trafic voyageurs fut stoppé le 31 juillet 1931, remplacé par un service d'autocars. La ligne, fermée définitivement en 1936, fut démontée entièrement en 1939.

## Urbanisme

### Typologie
Au 1er janvier 2024, Château-Chinon (Ville) est catégorisée bourg rural, selon la nouvelle grille communale de densité à sept niveaux définie par l'Insee en 2022.
Elle est située hors unité urbaine et hors attraction des villes,.

### Occupation des sols

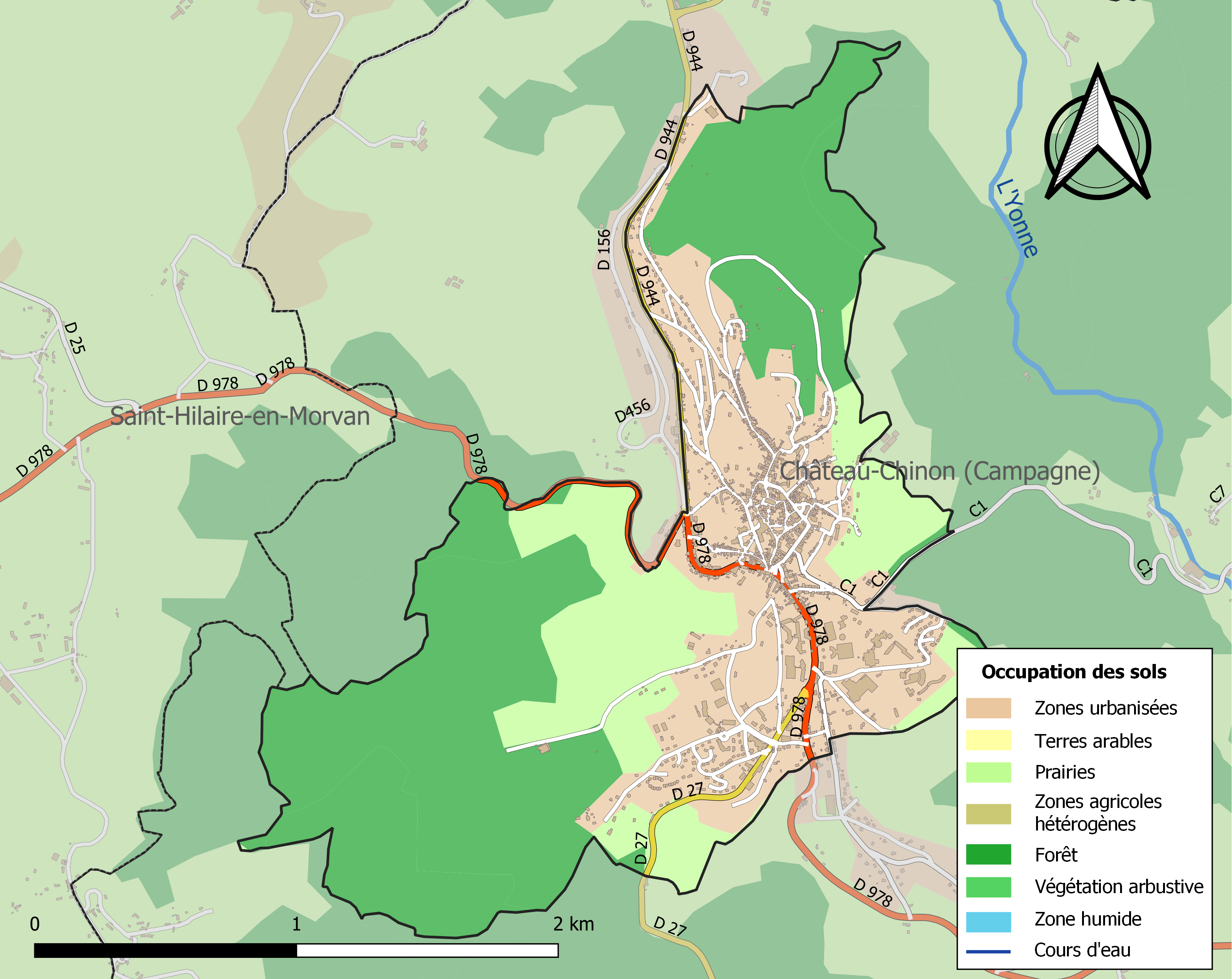
Carte des infrastructures et de l'occupation des sols de la commune en 2018 (CLC).

L'occupation des sols de la commune, telle qu'elle ressort de la base de données européenne d’occupation biophysique des sols Corine Land Cover (CLC), est marquée par l'importance des forêts et milieux semi-naturels (48,2 % en 2018), en diminution par rapport à 1990 (49,6 %). La répartition détaillée en 2018 est la suivante : forêts (48,2 %), zones urbanisées (32,9 %), prairies (18,9 %).
L'IGN met par ailleurs à disposition un outil en ligne permettant de comparer l’évolution dans le temps de l’occupation des sols de la commune (ou de territoires à des échelles différentes). Plusieurs époques sont accessibles sous forme de cartes ou photos aériennes : la carte de Cassini (XVIIIe siècle), la carte d'état-major (1820-1866) et la période actuelle (1950 à aujourd'hui).

### Logements
Depuis 1968, le nombre total de logements a augmenté pour se stabiliser entre 1 100 et 1 200 durant les 20 dernières années.
En 2007, la commune comptait 1 199 logements dont 695 maisons individuelles et 494 appartements. Cette même année, les occupants des 962 résidences principales étaient quasiment à parts égales des propriétaires et des locataires. On comptait en effet 461 propriétaires et 468 locataires (ainsi que 33 locataires à titre gratuit).
| Année | Résidences principales | Résidences secondaires et logements occasionnels | Logements vacants | Total |
| ----- | ---------------------- | ------------------------------------------------ | ----------------- | ----- |
| 1968  | 843                    | 64                                               | 87                | 994   |
| 1975  | 921                    | 78                                               | 76                | 1 075 |
| 1982  | 897                    | 69                                               | 129               | 1 095 |
| 1990  | 966                    | 94                                               | 136               | 1 196 |
| 1999  | 969                    | 77                                               | 99                | 1 145 |
| 2007  | 962                    | 97                                               | 140               | 1 199 |
| 2009  | 943                    | 99                                               | 144               | 1 187 |

## Toponymie

### Attestations anciennes et nom actuel
Au Moyen Âge, on note les appellations suivantes sous la forme latinisée Castellania de Castro Canino en 1193 et sous la forme française Chasteaul-Chignon en 1372,.
Durant l'Ancien Régime, des documents et textes officiels (notamment des chartes établies par le roi Louis XI, ou une lettre écrite par Louis XIV) utilisent l'appellation Chastel-Chinon ; d'autres mentionnent ChâteauChinon.
En 1792, la commune est divisée en deux, Château-Chinon (Campagne) et Château-Chinon (Ville) qui s'appelle alors Château-Chinon Intra-Muros, avant de prendre ensuite le nom de Château-Chinon(Ville) ou Château-Chinon (Ville).
En 1793, Château-Chinon (Campagne) prend le nom révolutionnaire de Chinon-la-Montagne.
Depuis l'établissement du code officiel géographique de 2009, la graphie officielle de la commune est Château-Chinon (Ville) (avec une espace).
On écrit aussi parfois Château-Chinon-Ville et Château-Chinon-Campagne.
Dans l’usage courant, pour parler de la commune de Château-Chinon (Ville) (ou bien du canton ou de l’arrondissement dont elle est le chef-lieu), on emploie généralement l'appellation plus courte Château-Chinon.

### Toponymie
L'étymologie du toponyme Château-Chinon a stimulé l'imagination des érudits et historiens :
- certains, comme l'historien Adrien de Valois dès le XVIIe siècle, prétendent que Jules César y logeait ses piqueurs et ses chiens, d'où le nom de « camp des chiens ». Cette théorie fut toutefois contestée en 1897 par la Société nivernaise des lettres, sciences et arts[12] ;
- d'autres, comme Jean-Baptiste Bullet ou le Dr Edmond Bogros, affirment que cette appellation a une origine celtique et que « caninum » viendrait des termes « can » et « nein » et signifierait « cime blanche », faisant allusion à la neige pouvant recouvrir durant plusieurs mois la colline du Calvaire, se détachant ainsi dans le paysage du Morvan (qui selon la même démarche signifierait « montagne noire »)[13] ;
- l'abbé Jacques-François Baudiau prétend quant à lui que « caninum » viendrait du nom d'un lieutenant que Jules César posta en Gaule pour pacifier le pays après la Guerre des Gaules : Caninius Rebellius. Le Dr Bogros fit toutefois remarquer que Caninius ne fut pas envoyé chez les Éduens mais chez les Rutènes et les Pictons[13] ;
- enfin, certains attribuent cette dénomination à l'existence d'un temple dédié à Mercure que les Celtes adoraient sous le nom de Theutatès et que l'on représentait avec une tête de chien[14] ; ou bien encore à Anubis comme le pensait le poète autunois du XVIIe siècle, Étienne Ladoue[12].

Aucun de ces érudits ne s'interroge préalablement sur la nature des formes anciennes, à savoir leur caractère tardif au Moyen Âge et le fait qu'il s'agisse donc de latinisations médiévales (le latin ayant été langue de l'administration jusque l'ordonnance de Villers-Cotterêts au XVIe siècle, d'où la latinisation récurrente des toponymes pour les besoins des textes). En outre, aucun d'entre eux ne s'interroge sur les divers noms en Château- de France jamais attestés avant le IXe siècle.
L'analyse proposée par les linguistes et toponymistes plus contemporains conclut à une formation toponymique médiévale en Château-, anciennement Chastel, qui pouvait avoir divers sens en ancien français « forteresse, enceinte urbaine, place fortifiée, citadelle, donjon, château fort », puis plus tard « grande maison de plaisance, grande demeure ». Ce terme est issu du gallo-roman CASTELLU, terme de latin classique (diminutif de castrum, camp) qui avait le sens de « redoute », puis « château d'eau » et en latin médiéval, celui de « citadelle, ville fortifiée, oppidum ». En revanche, le second élément -Chinon a donné lieu à diverses interprétations :
- Auguste Longnon propose un dérivé adjectival à partir du nom du chien, du latin canis avec un double suffixe in-ō(ne)[18].
- Albert Dauzat et Charles Rostaing critiquent cette hypothèse et notent que la forme primitive Castro Canino peut se lire aussi *Cainno, mais ne proposent aucune explication[19].
- Ernest Nègre rejette la forme Canino comme une cacographie probable pour *Cainno et propose le nom de personne germanique Chaino, cité par Marie-Thérèse Morlet[20],[21]. Cette hypothèse est motivée par les règles de la phonétique historique et le fait que ce type de formation toponymique en Château- soit généralement composé avec un nom de personne (ex : les nombreux Château-Arnoux, Château-Bernard, Château-Lambert, Château-Renault, etc.), quand ce n'est pas un adjectif (cf. Châteauneuf).

Son nom est Sâtiau-Sgnion en morvandiau.

## Histoire

Plan de l'oppidum gaulois.

### Époque gauloise et gallo-romaine
Les observations et fouilles réalisées au sommet du Calvaire, ainsi que la physionomie du site permettent de penser à la présence d'un éperon barré d'époque protohistorique et d'une enceinte.
Les fouilles réalisées au XIXe et XXe siècles ont en effet permis de découvrir, outre des objets datant des époques gauloise, gallo-romaine et médiévale, une hache en cuivre, un bracelet en bronze et d'autres « objets de l'âge de la pierre ».
On ignore le nom primitif, sans doute gaulois, de Château-Chinon (voir Toponymie), c'est-à-dire celui de l’oppidum gaulois établi par le peuple des Éduens au sommet du Calvaire. D'après les fouilles archéologiques, l’oppidum était constitué d'une enceinte ovale, d'une superficie d'environ 3,5 ha (~130 m x ~250 m). L'accès y était rendu possible par deux poternes : l'une située au nord-est près d'une source, donnant accès aujourd'hui au bois de la Promenade, la seconde située au sud, tournée vers la ville actuelle en contrebas.
L'oppidum était divisé en deux parties inégales, séparées par une langue de terre entourée de deux fossés, encore observables de nos jours. La partie située au sud a ensuite servi d'emplacement au château féodal. Avant cela, l'oppidum gaulois fut également un castrum romain[Information douteuse] occupant une position très stratégique de la voie romaine reliant Augustodunum (Autun) à Intaranum (Entrains-sur-Nohain).
Des fouilles dirigées par le Dr Edmond Bogros au XIXe siècle ont mis au jour des bijoux, statues, lampes, poteries et divers objets en bronze. Des monnaies gauloises et romaines (de Germanicus, Vespasien, Domitien, Marc Aurèle, Dioclétien et Constance Chlore) ont également été découvertes.

### Moyen Âge et Époque moderne
Château-Chinon fut d'abord le siège d'une seigneurie, puis d'une châtellenie, et enfin d'un comté duquel relevaient plus de 255 fiefs et seigneuries. Ces terres appartinrent aux plus grandes familles du Royaume de France.
La date d'érection de la châtellenie en comté est inconnue.
D'après l'abbé Baudiau et le comte Georges de Soultrait, le roi Charles VI érige en 1389 la châtellenie de Château-Chinon en comté avec la châtellenie d'Ouroux, les seigneuries de Brassy et des Places, ainsi qu'une partie de la baronnie de Lormes,. Joseph Pasquet reprend cette même date dans son ouvrage Le Haut-Morvan et sa capitale Château-Chinon.
Néanmoins, comme l'a souligné le Dr Bogros, aucune lettre patente ne confirme une telle érection. De plus, certains écrits officiels, postérieurs à 1389, mentionnent encore les terres de Château-Chinon sous l'appellation de « châtellenie ». C'est notamment le cas en juin 1462 dans une charte de Louis XI confirmant la création d'une élection et d'un grenier à sel dans « laditte terre, chastellenie et seigneurie de Chastel-Chinon » ; en janvier 1477, le même roi, dans une charte de cession de ces mêmes terres à Jean II de Bourbon, parle encore « desdites ville, chastel et chastellenie, terres et seigneurie de Chastel-Chinon ».
Toutefois, en 1506, Charles Quint porte le titre de « comte de Château-Chinon ».
L'érection en comté serait donc située à la fin du XVe siècle ou au tout début du XVIe siècle.

#### Maison Delorme de Beauregard (1095-1240)
Le plus ancien seigneur connu de Château-Chinon est Seguin de Lormes (de Lormes/Delorme) qui participe à la première croisade en 1096 afin de délivrer les Lieux Saints à la suite du concile de Clermont et de l'appel de Pierre l'Ermite en 1095.
En 1146, Hugues Ier de Château-Chinon assiste à l'appel de Bernard de Clairvaux pour la deuxième croisade. et est de retour sur ses terres en 1153.
En 1190, Hugues II de Blain (ou Hugo de Blino : Blin à Sardy et Epiry, plutôt que Blain ?)  participe, avec son frère, à la troisième croisade. À son retour en 1193, il donne les dîmes en sa possession sur la terre de Château-Chinon à l'abbaye Notre-Dame de Bellevaux, pour le repos de l'âme de son frère décédé durant la croisade.
Hugues III de Lormes (ou Hugo ab ulmis), petit-fils de Hugues II de Château-Chinon, hérite à la mort de son aïeul, de la totalité de châtellenie de Château-Chinon dont il était seigneur qu'en partie. Il confirme en 1208 les donations pieuses de ses ancêtres et en fait de nouvelles. Décédé en 1236, il laisse une nièce (plutôt qu'une fille) prénommée Helvis (sans doute : de Montbard d'Epoisses) qui épouse un petit-fils du connétable Dreux de Mello, Dreux de Mello le Jeune (voir l'article Dreux V) à qui elle apporte les châtellenies de Château-Chinon et de Lormes, aussi d'Espoisse et de Givry en dot.

#### Maison de Mello (1240-1323)

Armes de la famille de Mello.

La seigneurie de Château-Chinon entre donc dans la maison de Mello en 1240 à la suite du mariage de Dreux de Mello le Jeune avec Helvis de Montbard d'Epoisses, la nièce héritière (plutôt que fille) de Hugues III de Lormes ; elle lui apporte en dot les seigneuries de Château-Chinon, mais aussi de Lormes, d'Époisses et de Givry. C'est à partir de cette époque que la seigneurie de Château-Chinon semble échapper à la suzeraineté des évêques d'Autun.
Le dernier seigneur de Château-Chinon issu de la famille de Mello, Dreux, petit-fils de Dreux le Jeune, meurt en 1323 lors de la bataille de Saint-Vérain. Il laisse derrière lui une fille aînée, Jeanne de Mello. Cette dernière s'étant mariée quatre ans auparavant avec Raoul Ier de Brienne, comte d'Eu et de Guines, la terre de Château-Chinon passe entre les mains de la famille de Brienne.

#### Maison de Brienne (1323-1389)

Armes de Raoul Ier de Brienne.

Raoul Ier de Brienne devient donc seigneur de Château-Chinon en 1323 à la suite du décès de son beau-père. Il est nommé connétable de France par le roi Philippe VI de France en 1328. Il mourra en 1344 ou 1345.
Raoul II de Brienne, son fils, hérite de ses titres mais est fait prisonnier lors de la prise de Caen en 1346. Libéré à l'automne 1350, il sera décapité pour trahison dès le mois de novembre de la même année. Dès 1346, c'est alors sa mère, Jeanne de Mello, qui administre ses terres. À sa mort, ses terres furent confisquées, puis la seigneurie de Château-Chinon est donnée à Gautier VI de Brienne, mari de sa fille, Jeanne de Brienne (sœur de Raoul II).
Gautier VI de Brienne meurt le 19 septembre 1356 à la bataille de Poitiers et c'est sa veuve, la duchesse d'Athènes, qui administre la terre de Château-Chinon jusqu'à sa mort en 1389.
La seigneurie est alors confisquée par le roi Charles VI et relève désormais directement de la Couronne. C'est ainsi la fin des premiers seigneurs héréditaires de Château-Chinon.

#### Maison de Bourbon (1394-1454)
Durant cinq ans, Charles VI conserve la seigneurie, puis, en 1394, l'échange contre d'autres avec Louis II de Bourbon. À sa mort le 10 août 1410, son fils, Jean Ier de Bourbon, hérite de ses terres.
Durant la guerre civile entre Armagnacs et Bourguignons, Jean Ier de Bourbon prend le parti de Louis Ier d'Orléans, contre les Bourguignons. Une troupe d'Armagnacs, dirigée par le capitaine Baquin-Beul, occupe à cette époque la seigneurie de Château-Chinon et gêne les proches fourrageurs de l'armée royale qui se voient obligés de se ravitailler dans le Nivernais. Jean Ier de Bourgogne, dit Jean sans Peur, décide alors d'éliminer ce contingent et met donc le siège devant le château de Château-Chinon à la fin du mois de juin 1412.
Retenu au siège de Bourges, Jean Ier de Bourbon ne peut venir en aide aux assiégés. Les Armagnacs capitulent fin juillet ou début août, après un mois de siège. Ce fut une « capitulation honorable » puisqu'ils « sortirent de la ville avec les honneurs de la guerre, mais encore emportèrent une somme de 500 livres [...] comme prix de leur capitulation ». En effet, la petite forteresse était difficilement prenable du fait de sa position et, plutôt qu'une capitulation, il s'agissait plutôt de l'achat d'une reddition. Malgré tout, les Bourguignons démantèlent les murs de la ville et ruinent le château.
Jean Ier de Bourbon est fait prisonnier par les Anglais à la suite de la bataille d'Azincourt d'octobre 1415 et meurt à Londres en 1434. Son fils, Charles Ier de Bourbon lui succède donc en tant que seigneur de Château-Chinon. Vingt ans plus tard, le 30 octobre 1454, sa fille, Isabelle épouse en secondes noces son cousin Charles le Téméraire, futur duc de Bourgogne, et lui apporte notamment en dot les terres de Château-Chinon.

#### Maison capétienne de Bourgogne (1454-1477)

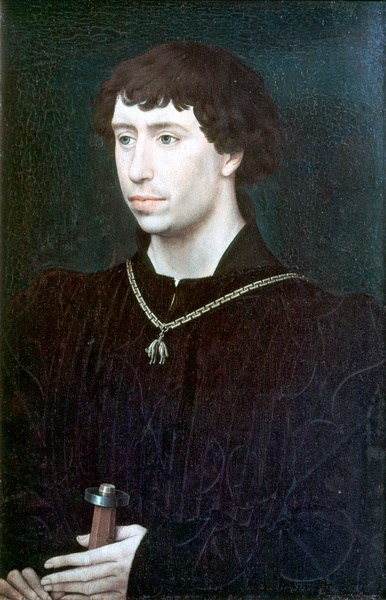
Rogier van der Weyden, Charles le Téméraire (vers 1461-1462), seigneur de Château-Chinon de 1454 à 1477. Berlin, Gemäldegalerie.

En 1462, Charles le Téméraire obtient de son cousin le roi Louis XI, la création d'un grenier à sel et d'une élection à Château-Chinon,.
Le 20 juin 1475, alors que Charles le Téméraire assiège en vain Neuss en Allemagne, une bataille éclate près de Château-Chinon entre les troupes de Louis XI et les Bourguignons dirigées par le comte de Boussi, gouverneur de Bourgogne. Le lieu de cette bataille reste incertain : Prosper de Barante évoque le combat de Guipy, près de Château-Chinon, ; Adolphe Joanne indique qu'elle eut lieu près de Sermages ; Jean de Troyes mentionne Guy, près de Château-Chinon.
C'est ce dernier lieu qui semble le plus probable et défendu par René-Pierre Signé (ancien maire de la commune) ainsi que par le docteur Bogros (médecin et historien de la ville). Il s'agirait donc de Guy-lès-Château-Chinon, petit village aujourd'hui disparu, situé au nord de l'actuel territoire de Château-Chinon (Campagne) vers le lieu-dit Montbois, proche de l'actuelle chapelle Saint-Roch.
À l'issue de la « bataille de Guy », les troupes bourguignonnes sont vaincues par celles de Louis XI. À cette occasion, le château et les remparts de la ville furent détruits. Seule subsiste de cette époque la tour de guet du château sur le faîte du Calvaire.
Charles le Téméraire meurt le 5 janvier 1477 à la bataille de Nancy. Marie de Bourgogne, sa fille, hérite donc des nombreuses terres de son père qu'elle a du mal à assumer du fait de la situation économique, la crise démographique et les épidémies de peste qui sévissent. Louis XI en profite pour attaquer la Bourgogne et donne également l'ordre de s'emparer de Château-Chinon qui se rend. Tout en promettant qu'il souhaite ainsi protéger les biens et droits de la duchesse de Bourgogne, le roi « cède » la jouissance de la seigneurie à Jean II de Bourbon, l'oncle de Marie, début 1477,.
Quelques mois plus tard, le 18 août 1477, Marie de Bourgogne épouse l'archiduc Maximilien d'Autriche, futur empereur du Saint-Empire romain germanique, et lui apporte en dot la seigneurie de Château-Chinon ainsi que l'État bourguignon. L'archiduc ne put néanmoins profiter de la jouissance de Château-Chinon, cédée à la maison de Bourbon, avant le traité d'Arras de 1482,.

#### Maison d’Autriche (1482-1517)

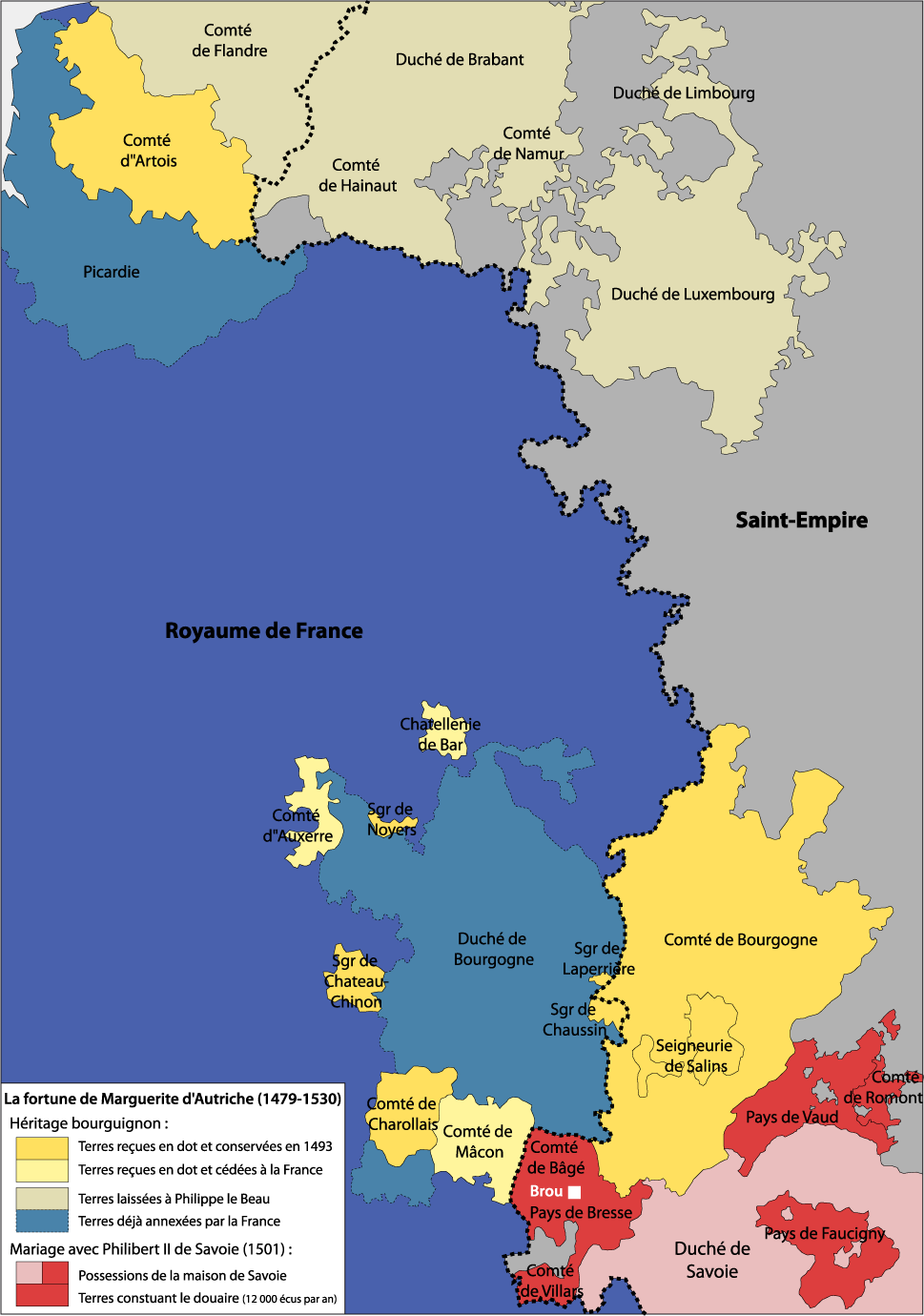
La seigneurie de Château-Chinon et les autres terres bourguignonnes à la suite du traité d'Arras.

Le 23 décembre 1482, le traité d'Arras permet enfin à Maximilien d'Autriche de bénéficier de la seigneurie de Château-Chinon. Mais ce même traité prévoit que cette terre, avec d'autres, sera comprise dans la dot de sa fille alors âgée d'à peine deux ans, Marguerite d'Autriche, à l'issue du mariage prévu avec le fils du roi Louis XI, le dauphin Charles.
Le mariage est finalement annulé et Maximilien conserve Château-Chinon à la suite du traité de Senlis du 23 mai 1493.
Le fils de Maximilien, Philippe le Beau, alors roi de Castille, se fait « rendre foi et hommage par tous ses vassaux du Morvan en 1504 ».
Après sa mort en 1506, on note que son fils aîné âgé de 4 ans, Charles Quint (futur roi d'Espagne, roi de Sicile et empereur du Saint-Empire romain germanique) porte le titre de comte de Château-Chinon.
Le 17 février 1508 (1509 n.st.), le « conseil de famille » décide de redistribuer certaines terres en faveur de la tante de Charles Quint, Marguerite d'Autriche, notamment Château-Chinon et les comtés de Bourgogne et de Charollais. Elle en dispose réellement à compter du 4 mai de la même année. Mais Marguerite usurpe certaines possessions de Jeanne de Hochberg, duchesse de Longueville, arrière-petite-fille de Charles VII. Indigné, le roi François Ier profite de la signature du traité de Noyon avec Charles Quint, le 13 août 1516, pour ajouter une clause obligeant Marguerite à abandonner certaines de ses terres, dont celles de Château-Chinon, à Jeanne de Hochberg en compensation de celles usurpées. Cet échange devient effectif par procès-verbal le 20 mai 1517,.

#### Famille d'Orléans-Longueville (1517-1565)
Jeanne de Hochberg, veuve de Louis Ier d'Orléans-Longueville devient donc Dame de Château-Chinon en 1517 (et de Noyers en 1508/1538). Elle donne en dot les terres de Château-Chinon et de Noyers le 10 septembre 1536 à son dernier fils François, marquis de Rothelin.
François d'Orléans-Longueville meurt à Noyers le 25 octobre 1548 et le fief de Château-Chinon revient à son fils le duc Léonor d'Orléans-Longueville. Seize ans plus tard, il l'abandonne, « pour ses droits maternels », à sa sœur Françoise d'Orléans-Longueville, aussi dame de Noyers, qui épouse le prince Louis Ier de Bourbon-Condé le 8 novembre 1565.

#### Maison de Condé (1565-1644)

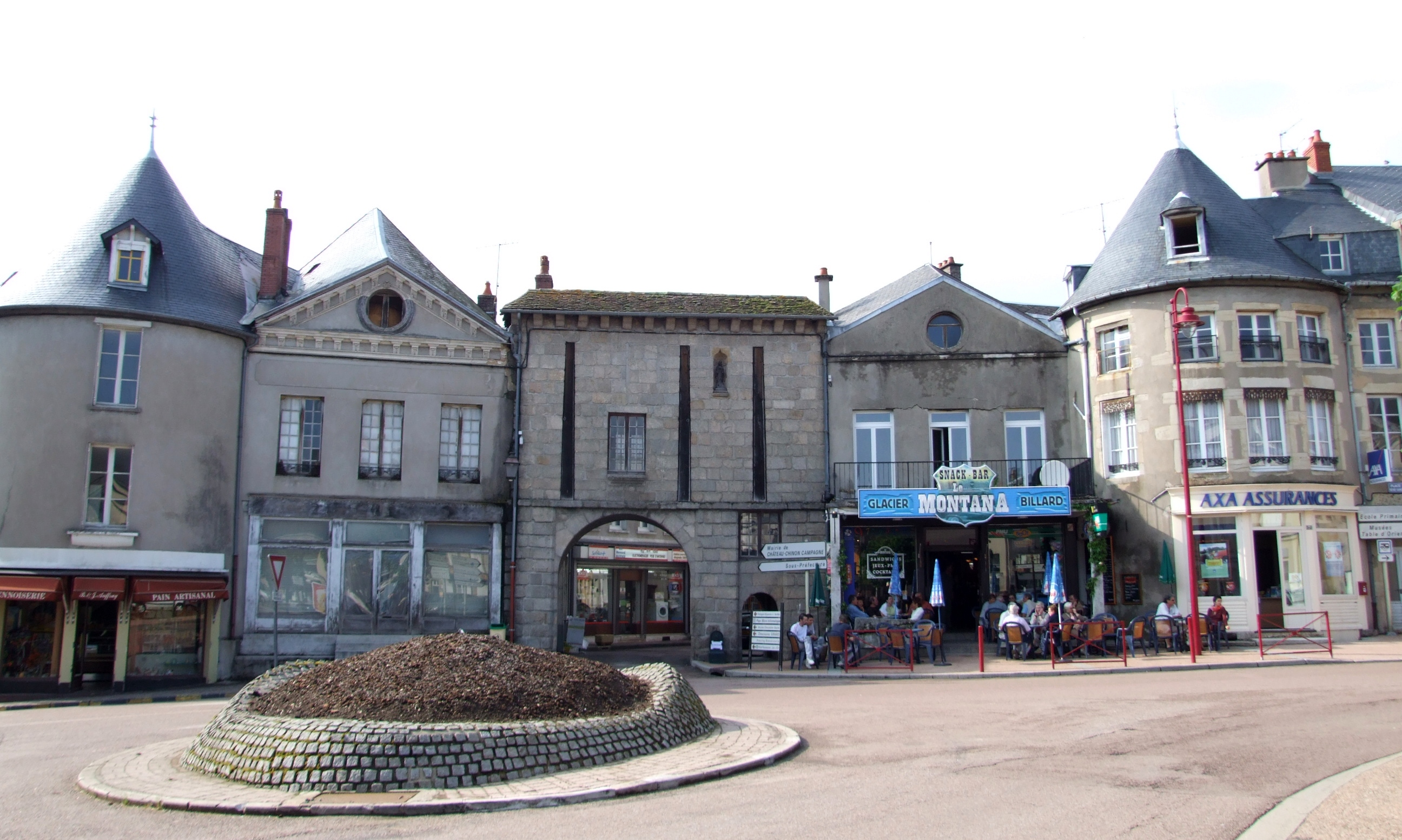
La porte Notre-Dame flanquée de ses deux tours.

Les bourgeois de la ville obtiennent du prince de Condé que les matériaux issus de la destruction du château et des remparts en 1475 puissent être réutilisés pour rebâtir une partie des remparts. La porte Notre-Dame, encore visible de nos jours sur la place du même nom, fut bâtie avec les pierres issues de l'ancienne porte du château fort.
Louis Ier de Bourbon-Condé, étant décédé le 13 mars 1569 à la bataille de Jarnac, le roi Charles IX confisque ses terres. L'année suivante, il restitue le comté de Château-Chinon à sa veuve, Françoise d'Orléans Longueville, duchesse douairière de Condé.
En 1587-1588, une épidémie de peste éclate dans le Morvan. Château-Chinon est fortement touché, au point où il ne serait resté dans les murs de la ville que deux habitants,. Les autres habitants, qui n'auraient pas succombé à l'épidémie, auraient fui la ville.
Durant la 8e guerre de religion, Château-Chinon, comme beaucoup d'autres villes de la province voisine du Nivernais, se déclare pour la Ligue catholique. Jean VI d'Aumont, comte de Châteauroux et maréchal de France, ainsi que Louis de Gonzague, duc de Nevers, sont chargés par le roi Henri IV de reprendre les villes rebelles de la région. Le siège est mis devant Château-Chinon vers mars-avril 1591. Les forces dont dispose le maréchal d'Aumont sont peu conséquentes : deux compagnies de cavalerie, un régiment d'infanterie et de quatre canons. Le siège n'aurait duré qu'un mois et la ville emportée d'assaut. La capitulation est convenue le 18 avril 1591 par le vicomte de Marre, commandant des ligueurs de Château-Chinon. La ville est alors pillée et les archives détruites,.
À la mort de Françoise d'Orléans Longueville le 11 juin 1601, son fils Charles de Bourbon-Soissons lui succède et devient comte de Château-Chinon et de Noyers. En 1607, il concède aux habitants de Château-Chinon et de ses faubourgs leurs bois-usages : « 811 arpents de bois de buissons et de terres vagues » dans lesquels les habitants pouvaient « prendre le bois mort pour le chauffage, le bois vif pour bâtir, pour chaussures [...] et d'y mener pâturer les porcs [...] »,.
Charles de Bourbon-Soissons, qui avait épousé Anne de Montafié en décembre 1601, meurt le 1er novembre 1612. Le comté de Château-Chinon revient alors à sa veuve qui en jouit durant 32 ans. Leur plus jeune fille, - Marie de Bourbon-Condé-Soissons, épouse en 1625 Thomas de Savoie-Carignan, fils du duc de Savoie Charles-Emmanuel Ier. À la mort d'Anne de Montafié en juin 1644, le comté entre donc pour partie en possession de la maison de Savoie-Carignan ; d'autre part, - Louise de Bourbon-Condé-Soissons, l'autre fille de Charles de Soissons et d'Anne de Montafié, étant prédécédée à cette date († dès 1637, elle avait épousé son cousin le duc Henri II de Longueville), c'est sa fille Marie d'Orléans-Longueville, duchesse de Nemours, qui demeure également propriétaire de ces terres en indivis.

#### Maison de Savoie-Carignan (1644-1719)

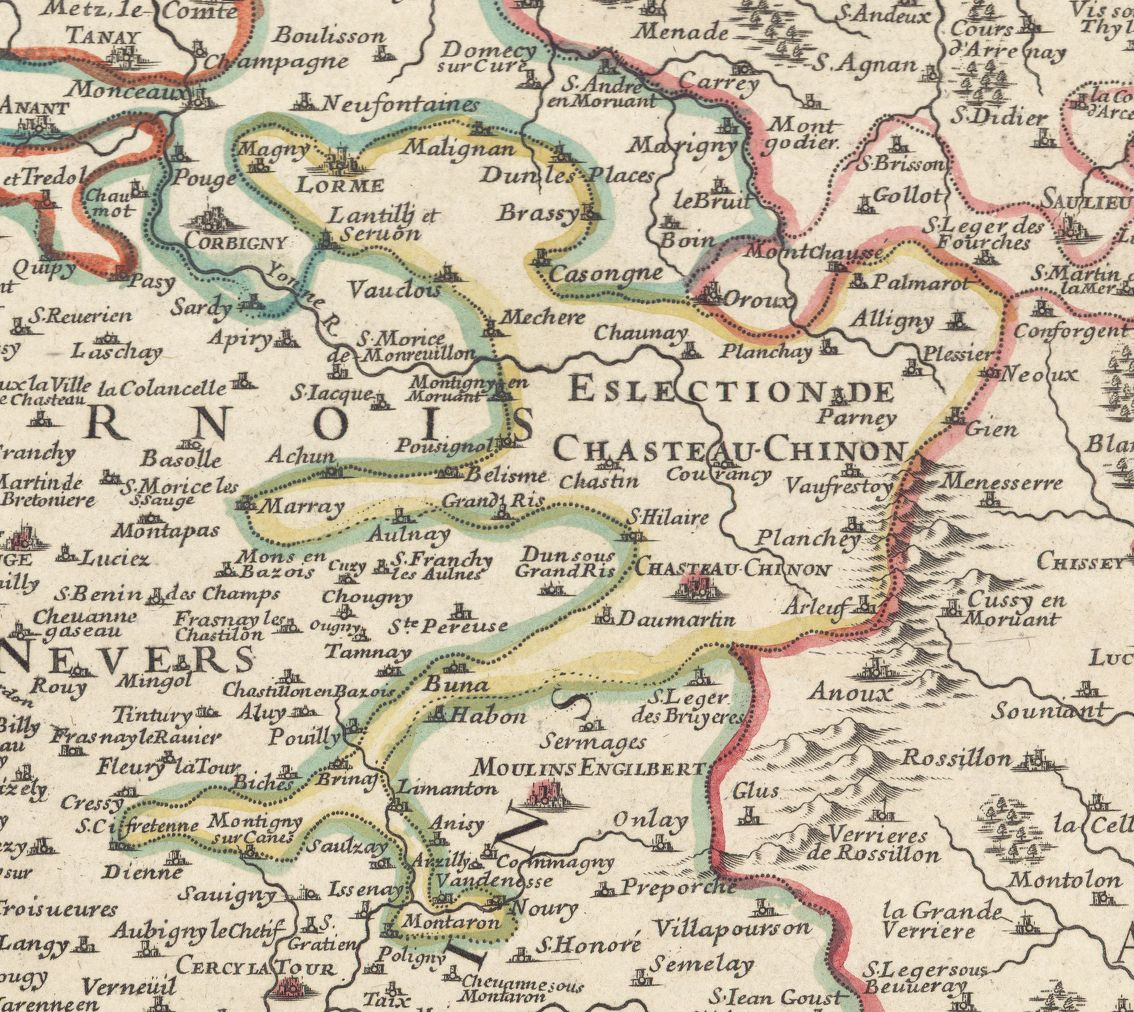
Élection de Château-Chinon (généralité de Moulins) en 1700.

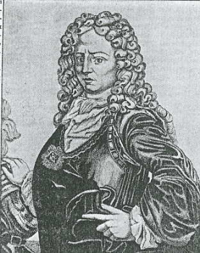
Emmanuel-Philibert de Savoie, prince de Carignan.

Le 26 février 1646, Roger de Bussy-Rabutin, en route vers le Nivernais pour prendre sa charge de lieutenant du roi, passe par Château-Chinon où « les habitants lui firent assez mauvais accueil » car il tente de « s'imposer comme lieutenant-gouverneur au nom du duc de Nivernais ». Quelques années plus tard, lorsque la Fronde éclate, Roger de Bussy-Rabutin reçoit l'ordre du roi Louis XIV d'assembler des régiments en Nivernais. Le comté de Château-Chinon, terre indépendante, que ce soit de la Bourgogne ou de la province du Nivernais, est par définition exempté de cet ordre. Malgré cela, et peut-être par rancune, Roger de Bussy-Rabutin y loge 10 compagnies de son régiment d'infanterie. Les habitants s'en plaignent alors à leur seigneur, Thomas de Savoie-Carignan, qui en fait part au cardinal Mazarin, qui lui-même en informe le roi. Roger de Bussy-Rabutin se voit alors adresser une lettre datée du 28 avril 1652 et signée par Louis XIV en personne, lui rappelant les ordres qu'il a reçu et lui ordonnant vivement de cesser ses oppressions sur « Chastel-Chinon »,,.
Thomas de Savoie-Carignan meurt en janvier 1656. Les terres de Château-Chinon (et de Noyers) demeurent donc la propriété par indivis de sa veuve, Marie de Bourbon-Soissons-Carignan, et de la duchesse Marie de Nemours, nièce maternelle de ladite Marie de Soissons-Carignan. Elles décidèrent de lever l'indivision et de faire le partage de leurs biens en 1688. Le comté de Château-Chinon (estimé à 494 000 livres en avril 1686) devient alors propriété unique de Marie de Soissons, princesse-veuve de Carignan, alors que Noyers reste à la postérité naturelle de Louis de Soissons, le fils de Charles et le frère de Marie et Louise de Bourbon-Soissons.
Marie meurt en juin 1692, son fils Emmanuel-Philibert de Savoie-Carignan devient comte de Château-Chinon, puis en 1709, Victor-Amédée Ier de Savoie-Carignan, fils du précédent.

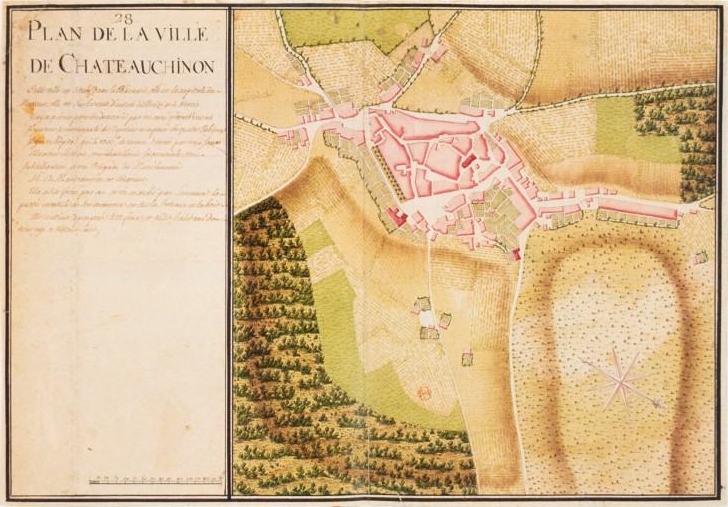
Plan de la ville au XVIIIe siècle.

Victor-Amédée Ier, après avoir réalisé des dépenses excessives et étant criblé de dettes, se voit contraint de vendre les terres de Château-Chinon en 1719.

#### Maison de Mascrany (1719-1790)
Bien qu'estimé à près de 500 000 livres en 1686, le comté de Château-Chinon est vendu 325 000 livres le 14 mars 1719 au marquis Louis de Mascrany de Paroy (issu d'une famille originaire du canton des Grisons en Suisse, et installé à Lyon),.
Louis de Mascrany, petit-fils d'Alexandre, né en 1686, conseiller au Grand-Conseil, meurt en 1775 mais donne, dès 1756 par contrat de mariage, la terre de Château-Chinon à son fils, le marquis François-Marie de Mascrany de Paroy, né en 1715, conseiller au Grand-Conseil et président en la Chambre des Comptes. L'une des quatre filles de ce dernier épouse en 1768 Louis-Gabriel de Planelli (ou Pianello) de La Valette (en Forez : Furet-Lavalette, au Val-Furet, petit affluent de Furan, dans le sud de la commune de St-Etienne) (né en 1742/1744 et † en 1832 sans postérité survivante), marquis de Maubec en Dauphiné, cousin germain et beau-frère de Charles : Louis-Gabriel fut le dernier propriétaire du comté de Château-Chinon, ; mais une autre fille de François-Marie, Louise-Adélaïde de Mascrany, marie en 1780 Jacques de Clermont-Mont-St-Jean (1752-1827), qui se pare aussi du titre de comte de Château-Chinon.

### Sous la Révolution française

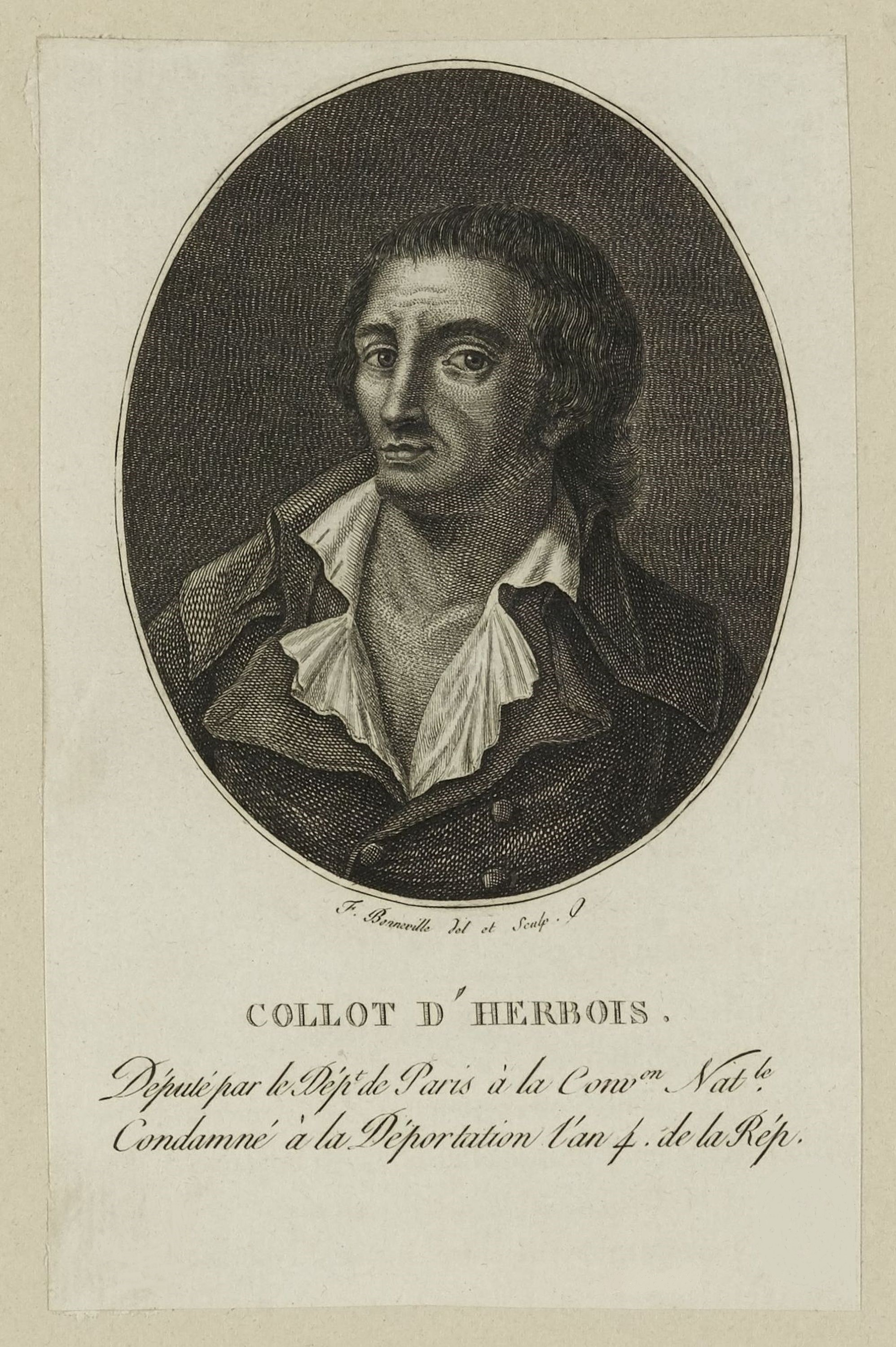
Collot d'Herbois, un des représentants de la Convention missionnés dans la Nièvre.

En 1790, Château-Chinon devient chef-lieu de canton et de district.
Le 23 février 1793, la Convention nationale décrète la levée en masse de 300 000 hommes. Par l'arrêté du 2 mars qui suit, le département de la Nièvre fixe le contingent du district de Château-Chinon à 341 hommes dont 34 de Château-Chinon (18 de la « ville » et 16 de la « campagne »).
Durant la Révolution, les représentants du peuple Jean-Marie Collot d'Herbois et Jacques Léonard Goyre-Laplanche sont missionnés dans la Nièvre pour installer un courant montagnard et sans-culotte. Après avoir été reçus à Nevers le 18 mars 1793, puis dans le Loiret, ils parcourent la Nièvre en avril et arrivent à Château-Chinon le 26 avril 1793. Ils épurent alors les administrations et font appliquer les décisions prises par la Convention nationale.
En juillet 1793, un nouveau représentant du peuple est nommé en mission dans la Nièvre : Joseph Fouché. Néanmoins, il ne se rend pas à Château-Chinon mais mandate des commissaires, comme Pierre-Gaspard Chaumette.
Par anticipation du décret de la Convention du 25 vendémiaire an II invitant les communes ayant des noms pouvant rappeler les souvenirs de la royauté, de la féodalité ou des superstitions, à les remplacer par d'autres dénominations, Château-Chinon prend le nom révolutionnaire de Chinon-la-Montagne dès le 21 septembre 1793.
Le 20 brumaire an II, le comité de surveillance de la ville fixe la taxe révolutionnaire imposée aux « riches à raison de leur fortune et de leur incivisme » qui s'élève au total à 64 225 livres pour la commune. Cette somme s'ajoute aux 268 250 livres récoltées dans le reste du district de Chinon-la-Montagne au titre de cette même taxe, ainsi qu'aux 33 300 livres offertes par les « patriotes aisés » de ce même district.
Le 19 nivôse an III, les terres de Château-Chinon sont confisquées au nom de la Nation. Les forêts sont vendues à la fin du siècle comme propriétés nationales.
À la suite de la Révolution, la ville reprend son nom précédent mais est séparée en deux communes distinctes, Château-Chinon Intra-Muros et Château-Chinon Extra-Muros, qui deviendront respectivement Château-Chinon (Ville) et Château-Chinon (Campagne)[Quand ?].

### Époque contemporaine

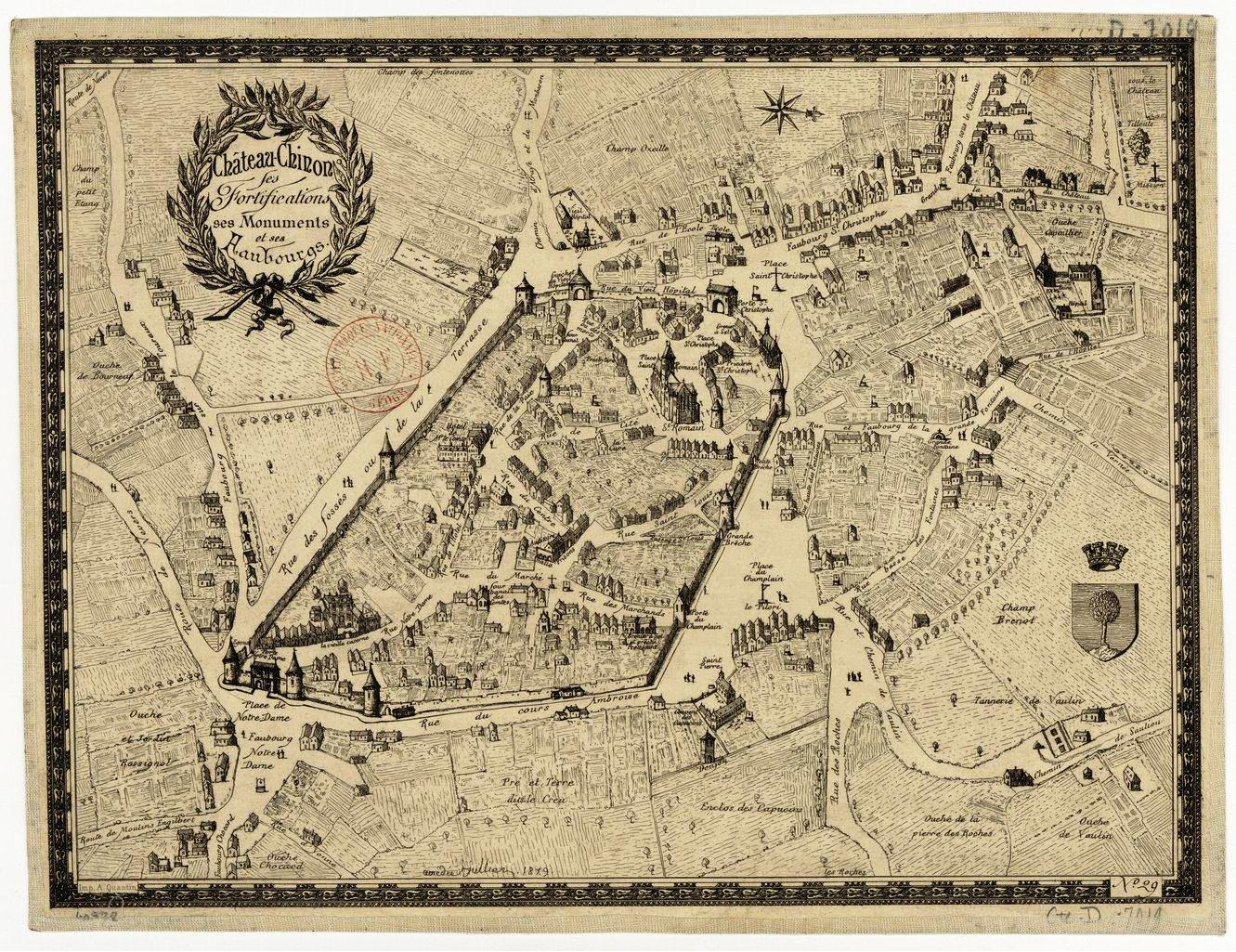
Plan de Château-Chinon en 1879.

#### XIXesiècle
Deux épidémies de choléra éclatent au XIXe siècle : l'une en 1849 qui touchera 137 habitants dont 37 succombèrent ; l'autre en 1854 qui fut moins meurtrière.
La commune est néanmoins toujours un important lieu de commerce, d'artisanat et de prospérité. L'exploitation des forêts environnantes, bien que moins importante qu'auparavant, permet toujours de fournir d'importants revenus grâce au flottage du bois à destination de Paris.
Ce siècle marque également l'essor, à Château-Chinon et dans le reste du Morvan, de « l'industrie des nourrices » : d'une part les « nourrices sur lieu » qui se rendaient généralement à Paris, employées par des familles bourgeoises, d'autre part les « nourrices sur place » chez qui l'Assistance publique de l'ancien département de la Seine plaçait des enfants parisiens : les « Petits Paris ».
En 1880, Château-Chinon (Ville) disposait de la plus grande agence de placement de France avec l'accueil de 3 000 enfants par an.
Les limites de la ville ont par ailleurs largement débordé l'ancienne ceinture de remparts : le faubourg de Paris, au nord dans la partie haute de la ville, ainsi que la route d'Autun (future rue Jean-Marie-Thévenin), sont maintenant raccordées à la vieille ville.

#### XXesiècle

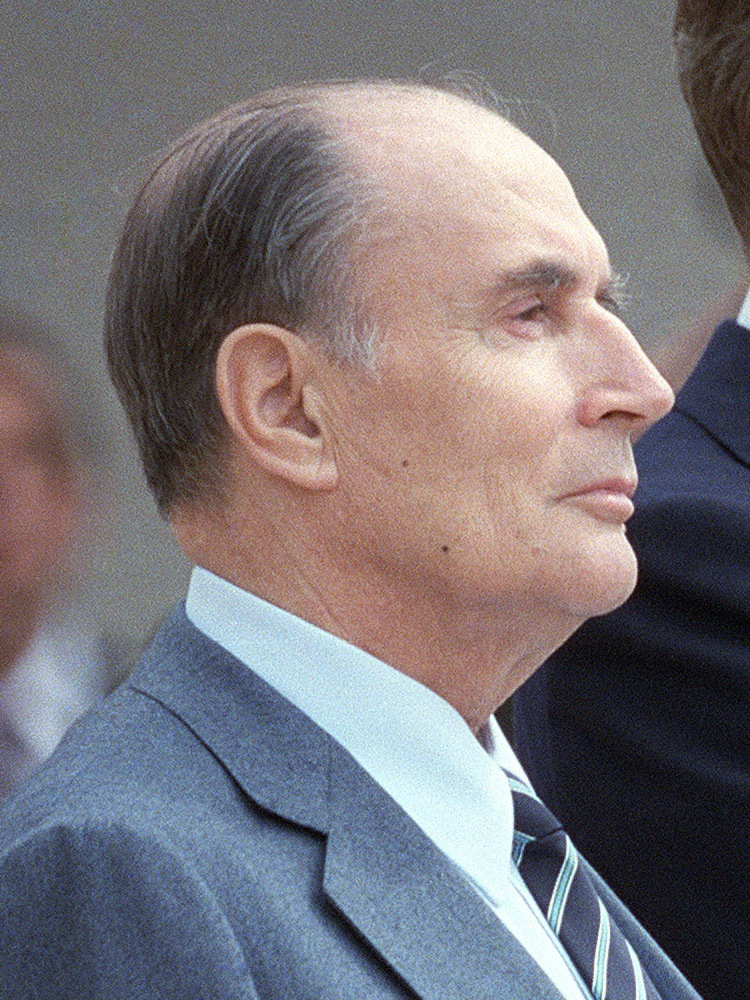
François Mitterrand, ancien maire de la ville.

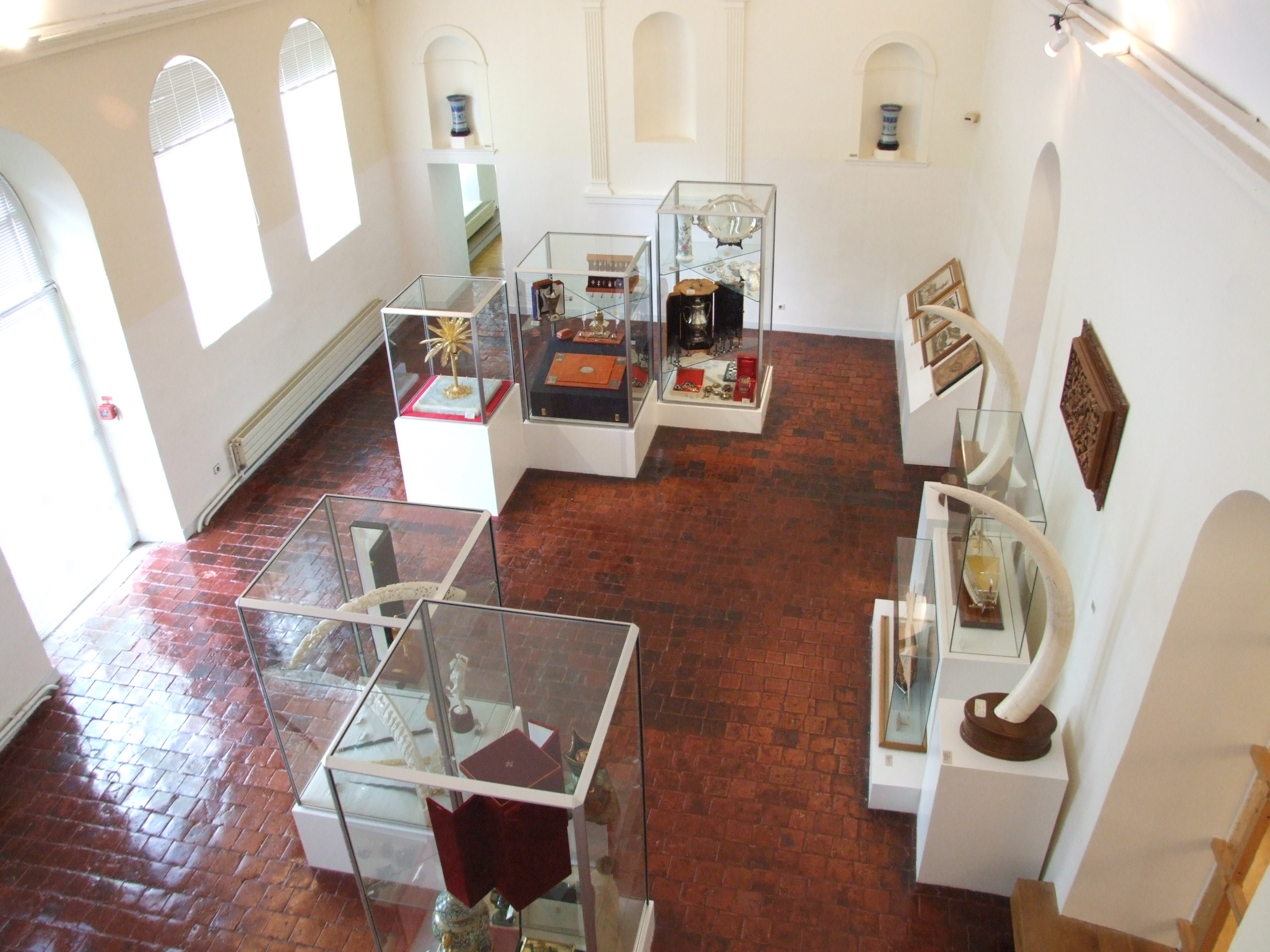
Le musée du Septennat.

Les années 1950 marquent l'arrivée d'un homme politique d'origine charentaise : François Mitterrand. Maire de 1959 à 1981, conseiller général (il présida le conseil général de la Nièvre) puis député, il fut ministre sous la Quatrième République.
Alors député-maire, il signe le 15 juillet 1967, dans les locaux de l'ancienne mairie (devenue médiathèque depuis), l'acte de fondation de l'Académie du Morvan, avec Léon Bondoux (ancien maire de la commune), Joseph Pasquet, Jacques Thévenet, Jules Basdevant, Henri Perruchot, Régine Pernoud, Jean Chatelain, Lucien Olivier, Claude Régnier et Henri Desbruères.
Candidat malheureux en 1965 et 1974 à la présidence de la République, François Mitterrand fut finalement élu le 10 mai 1981, puis réélu en 1988. La ville se trouva alors propulsée dans l'actualité. François Mitterrand, qui ne possédait pas de domicile à Château-Chinon, louait une chambre (la chambre 15) à l'année à l'hôtel du Vieux-Morvan qui partagea alors la vedette avec son hôte illustre.
Très attaché à la ville qui l'avait adopté, le président Mitterrand lui offrit une grande partie des cadeaux reçus au cours de ses deux septennats. Ils sont exposés au musée du Septennat, installé dans un ancien couvent. De nombreux présents de toutes natures sont exposés. Ce sont des tapis, meubles, vases, objets en or et pierres précieuses, comme ceux offerts par les chefs des États du Golfe. Plusieurs salles sont consacrées aux cadeaux africains. On peut également y voir les décorations, médailles et « clés de villes » reçues par le président à l'occasion de ses voyages.
La statue-fontaine-mobile, dite Fontaine de Château-Chinon, qui se trouve devant l'ancien palais de justice devenu mairie, a été commandée conjointement en 1987 à Niki de Saint Phalle et Jean Tinguely par François Mitterrand. Elle a été inaugurée par le président le 10 mars 1988.

## Politique et administration
Château-Chinon (Ville) est le chef-lieu du canton de Château-Chinon dont le conseiller général est Henri Malcoiffe, le maire actuel de la commune. Elle est également le chef-lieu de l'arrondissement de Château-Chinon et accueille à ce titre la sous-préfecture.
La ville a par ailleurs la particularité d'accueillir, près de la sous-préfecture, la mairie de sa « commune sœur » Château-Chinon (Campagne), avec qui elle partage son église, ses cimetières et son monument aux morts.
Le code postal de Château-Chinon a changé peu après la création des codes postaux en 1972 : il était 58100, puis est devenu, jusqu'à aujourd'hui 58120, comme quelques communes d'alentour qui dépendent de son bureau distributeur.

### Tendances politiques et résultats
Élections présidentielles (résultats des deuxièmes tours)
- Élection présidentielle de 2012 : 70,87 % pour François Hollande (PS), 29,13 % pour Nicolas Sarkozy (UMP), 80,61 % de participation[MI 1].
- Élection présidentielle de 2007 : 63,25 % pour Ségolène Royal (PS), 36,75 % pour Nicolas Sarkozy (UMP), 84,01 % de participation[MI 2].
- Élection présidentielle de 2002 : 86,39 % pour Jacques Chirac (RPR), 13,61 % pour Jean-Marie Le Pen (FN), 77,17 % de participation[MI 3].
- Élection présidentielle de 1995 : 70,53 % pour Lionel Jospin (PS), 29,47 % pour Jacques Chirac (RPR), 84,29 % de participation[MI 4].

Élections législatives (résultats des deuxièmes tours)
- Élections législatives de 2012 : 77,65 % pour Christian Paul (PS), 22,35 % pour Michèle Boucomont (UMP), 57,89 % de participation[MI 5].
- Élections législatives de 2007 : 69,66 % pour Christian Paul (PS), 30,34 % pour Brigitte Freytag (UMP), 66,48 % de participation[MI 6].
- Élections législatives de 2002 : 69,67 % pour Christian Paul (PS), 30,33 % pour Brigitte Freytag (UMP), 62,69 % de participation[MI 7].

Élections régionales (résultats des deux meilleurs scores)
- Élections régionales de 2010 : 73,81 % pour François Patriat (PS), 17,66 % pour François Sauvadet (NC), 54,66 % de participation[MI 8].
- Élections régionales de 2004 : 69,38 % pour François Patriat (PS), 18,35 % pour Jean-Pierre Soisson (UMP), 68,96 % de participation[MI 9].

Élections cantonales (résultats des deuxièmes tours)
- Élections cantonales de 2008 : 74,30 % pour Henri Malcoiffe (PS), 13,12 % pour Gérard Defosse (UMP), 73,04 % de participation[MI 10].
- Élections cantonales de 2001 : 51,18 % pour Henri Malcoiffe (PS), 28,62 % pour Jean-Max Glorifet (PCF), 76,18 % de participation[MI 11].

Élections européennes (résultats des deux meilleurs scores)
- Élections européennes de 2009 : 43,72 % pour Catherine Trautmann (PS), 18,25 % pour Joseph Daul (UMP), 41,81 % de participation[MI 12].
- Élections européennes de 2004 : 54,48 % pour Pierre Moscovici (PS), 8,55 % pour Bruno Gollnisch (FN), 51,20 % de participation[MI 13].

Élections référendaires
- Référendum de 2005 relatif au traité établissant une Constitution pour l’Europe : 66,40 % pour le Non, 33,60 % pour le Oui, 71,59 % de participation[MI 14].
- Référendum de 2000 relatif au quinquennat présidentiel : 79,30 % pour le Oui, 20,70 % pour le Non, 34,57 % de participation[MI 15].
- Référendum de 1992 relatif au traité de Maastricht : 58,65 % pour le Oui, 41,35 % pour le Non, 73,92 % de participation[MI 16].

### Jumelages
Château-Chinon (Ville) est jumelée avec les villes suivantes :
| - Cortone (Italie) depuis le 12 août 1962 ; - Tombouctou (Mali) ; - Villeréal (France) ; - Sombreffe (Belgique). |  | \| Cortone Villeréal Tombouctou Sombreffe \| |
| Cortone Villeréal Tombouctou Sombreffe                                                                           |  |                                              |

## Population et société

### Démographie

#### Évolution démographique
L'évolution du nombre d'habitants est connue à travers les recensements de la population effectués dans la commune depuis 1793. Pour les communes de moins de 10 000 habitants, une enquête de recensement portant sur toute la population est réalisée tous les cinq ans, les populations de référence des années intermédiaires étant quant à elles estimées par interpolation ou extrapolation. Pour la commune, le premier recensement exhaustif entrant dans le cadre du nouveau dispositif a été réalisé en 2008.

En 2022, la commune comptait 1 857 habitants, en évolution de −7,2 % par rapport à 2016 (Nièvre : −3,28 %, France hors Mayotte : +2,11 %).
| 1793  | 1800  | 1806  | 1821  | 1831  | 1836  | 1841  | 1846  | 1851  |
| ----- | ----- | ----- | ----- | ----- | ----- | ----- | ----- | ----- |
| 1 405 | 1 563 | 1 758 | 1 946 | 2 466 | 2 775 | 2 900 | 2 889 | 2 962 |

| 1856  | 1861  | 1866  | 1872  | 1876  | 1881  | 1886  | 1891  | 1896  |
| ----- | ----- | ----- | ----- | ----- | ----- | ----- | ----- | ----- |
| 2 773 | 2 777 | 2 713 | 2 623 | 2 668 | 2 613 | 2 713 | 2 673 | 2 554 |

| 1901  | 1906  | 1911  | 1921  | 1926  | 1931  | 1936  | 1946  | 1954  |
| ----- | ----- | ----- | ----- | ----- | ----- | ----- | ----- | ----- |
| 2 330 | 2 222 | 2 133 | 1 871 | 1 953 | 2 200 | 2 396 | 2 477 | 2 546 |

| 1962  | 1968  | 1975  | 1982  | 1990  | 1999  | 2006  | 2008  | 2013  |
| ----- | ----- | ----- | ----- | ----- | ----- | ----- | ----- | ----- |
| 2 443 | 2 578 | 2 636 | 2 463 | 2 502 | 2 307 | 2 224 | 2 167 | 2 086 |

| 2018  | 2022  | - | - | - | - | - | - | - |
| ----- | ----- | - | - | - | - | - | - | - |
| 1 926 | 1 857 | - | - | - | - | - | - | - |

Château-Chinon est la troisième sous-préfecture la moins peuplée de France, après Castellane et Largentière.

#### Pyramide des âges
La population de la commune est relativement âgée.
En 2018, le taux de personnes d'un âge inférieur à 30 ans s'élève à 33,9 %, soit au-dessus de la moyenne départementale (27,7 %). À l'inverse, le taux de personnes d'âge supérieur à 60 ans est de 37,2 % la même année, alors qu'il est de 37,0 % au niveau départemental.
En 2018, la commune comptait 850 hommes pour 1 076 femmes, soit un taux de 55,87 % de femmes, largement supérieur au taux départemental (51,89 %).
Les pyramides des âges de la commune et du département s'établissent comme suit.
| Hommes | Classe d’âge | Femmes |
| ------ | ------------ | ------ |
| 3,3    | 90 ou +      | 7,9    |
| 12,5   | 75-89 ans    | 18,6   |
| 15,8   | 60-74 ans    | 15,1   |
| 17,4   | 45-59 ans    | 14,7   |
| 14,1   | 30-44 ans    | 12,3   |
| 19,5   | 15-29 ans    | 19,4   |
| 17,4   | 0-14 ans     | 12,0   |

| Hommes | Classe d’âge | Femmes |
| ------ | ------------ | ------ |
| 1,1    | 90 ou +      | 3,2    |
| 10,5   | 75-89 ans    | 14,3   |
| 23,3   | 60-74 ans    | 23,5   |
| 20,5   | 45-59 ans    | 19,4   |
| 15,2   | 30-44 ans    | 14,4   |
| 14,8   | 15-29 ans    | 12,1   |
| 14,7   | 0-14 ans     | 13,2   |

#### Composition des ménages
| Année | 1 personne   | 2 personnes  | 3 personnes  | 4 personnes  | 5 personnes | 6 personnes et + | Total |
| ----- | ------------ | ------------ | ------------ | ------------ | ----------- | ---------------- | ----- |
| 1982  | 252 (28.1 %) | 272 (30.3 %) | 171 (19.1 %) | 126 (14 %)   | 54 (6 %)    | 22 (2.5 %)       | 897   |
| 1990  | 331 (33.4 %) | 308 (31 %)   | 173 (17.4 %) | 123 (12.4 %) | 45 (4.5 %)  | 12 (1.2 %)       | 992   |
| 1999  | 354 (36.5 %) | 317 (32.7 %) | 157 (16.2 %) | 92 (9.5 %)   | 29 (3 %)    | 20 (2.1 %)       | 969   |
| 2007  | 410 (42.8 %) | 345 (36 %)   | 97 (10.1 %)  | 77 (8 %)     | 20 (2.1 %)  | 8 (0.8 %)        | 958   |

### Enseignement
Malgré sa petite taille et sa faible population, Château-Chinon (Ville) dispose de 6 établissements scolaires.
L'école maternelle Jacques-Prévert est située rue de Nevers. Elle dispose de 4 classes et a une capacité de 100 à 120 élèves.
Près de la place Saint-Christophe, on trouve l'école élémentaire George-Sand avec une capacité d'accueil d'environ 170 élèves répartis en 8 classes dont une classe d'intégration scolaire. Une antenne de l'école de la deuxième chance est par ailleurs située dans les mêmes locaux.

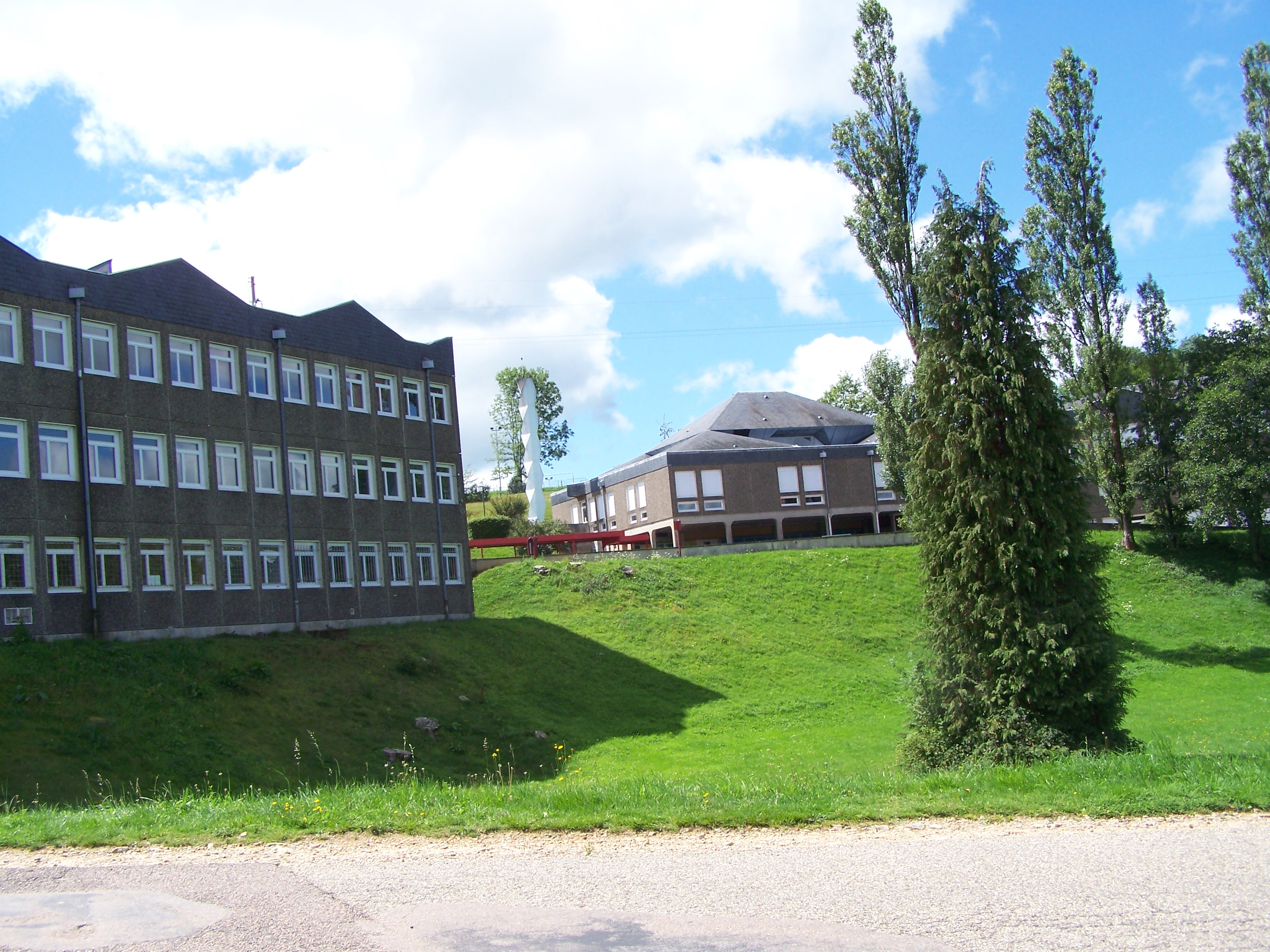
Le collège Bibracte.

Le collège Bibracte, situé rue de Cortona, accueille jusqu'à 300 élèves répartis en une quinzaine de classes de la 6e à la 3e, et dont une cinquantaine en section d'enseignement général et professionnel adapté (SEGPA). Il dispose également d'un internat.
La commune dispose également d'un groupe d'enseignement professionnel située rue Pierre-Mendès-France et comprenant trois établissements et un internat.
 On y trouve le lycée des métiers François-Mitterrand (ancien lycée professionnel François-Mitterrand) accueillant jusqu'à 500 élèves et préparant les examens de CAP, BEP, Baccalauréat professionnel, BTS et licence professionnelle dans des filières telles que la petite enfance, l'ébénisterie, les carrières sanitaire et sociale, la plomberie, sanitaire et chauffage, le tourisme, les métiers de la restauration et de l’hôtellerie, les métiers de la boulangerie et pâtisserie.
L'établissement public local d'enseignement et de formation professionnelle agricoles du Morvan (EPLEFPA) accueille le lycée professionnel (LEGTA) et le centre de formation professionnel pour adultes du Morvan (CFPPA).
Le lycée agricole forme les élèves en vue de l'obtention d'un Certificat d'aptitude professionnelle agricole (CAPA), ou d'un Baccalauréat professionnel, ou encore d'un Brevet de technicien supérieur agricole (BTSA) dans les domaines de l'élevage, de l'agriculture, des services en espaces ruraux et de l'aquaculture. Le lycée dispose également de deux exploitations de pisciculture (élevage de truites fario et truites arc-en-ciel) situées sur les rives de l'Yonne à Vermenoux (commune de Château-Chinon (Campagne)) et à Corancy.
Le centre de formation, en partenariat avec des acteurs locaux, propose des formations pour adultes autour des domaines des services aux personnes, de l'agriculture, de l'animation sportive et socio-culturelle, du tourisme, du développement des territoires, etc. Ces formations peuvent être destinées à l'obtention de brevets professionnels, brevets d'aptitude professionnelles ou certificats d'aptitude professionnelle dans ces domaines.

### Manifestations culturelles et festivités
Un marché a lieu sur la place Saint-Christophe tous les samedis, et une foire se tient le 2e lundi de chaque mois dans tout le centre ville. Un marché de Noël s'installe également le premier dimanche de décembre.
Chaque mois de juillet, depuis 2001, Château-Chinon accueille les lignes de départ et d'arrivée de la course d'ultrafond des 100 km du Morvan.
Lors de la fête nationale, une brocante est organisée ainsi que des animations musicales. La journée se termine par un feu d'artifice et un bal gratuit à la maison des jeunes et de la culture.
Chaque année, lors de l'Assomption, la ville organise la fête populaire et folklorique « 15 août en Morvan » avec diverses animations de rue, des expositions de produits du terroir et d’artisans locaux, un spectacle folklorique, le tout clôturé par un feu d'artifice au stade Jean-Chevrier.

### Médias
Château-Chinon possède une radio associative, Radio Morvan (ou Radio Morvan Force 5), qui émet 24 heures sur 24 en stéréophonie des programmes musicaux et divers, et traite l'information locale. Sa fréquence est 95,8 MHz en FM et le nom de la station (code RDS) est « R.MORVAN ». Les studios sont implantés dans la rue de Nevers et l'émetteur FM est placé sur la butte du Calvaire et sa portée permet lui d'être reçu jusqu'à Nevers (avec 500 watts). et d'autres radios sont présentes : NRJ RCF et Vibration.

## Économie
L’économie du secteur est tournée de manière générale vers l’élevage de bovins et de porcins, la culture de sapins, le tourisme et l’éco-tourisme, ainsi que la restauration avec des spécialités morvandelles. Mais du fait de la superficie réduite de la commune, l'emploi est majoritairement concentrée dans l'agglomération et est surtout tourné vers les commerces de proximité et l'artisanat.
La répartition de la population active ayant un emploi se découpait ainsi lors des recensements de 1999 et 2007 :
| Catégorie socioprofessionnelle                    | Nombre d'actifs ayant un emploi | Nombre d'actifs ayant un emploi |
| Catégorie socioprofessionnelle                    | 1999                            | 2007                            |
| ------------------------------------------------- | ------------------------------- | ------------------------------- |
| Agriculteurs exploitants                          | 4                               | 4                               |
| Artisans, commerçants, chefs d'entreprise         | 48                              | 28                              |
| Cadres et professions intellectuelles supérieures | 64                              | 28                              |
| Professions intermédiaires                        | 92                              | 85                              |
| Employés                                          | 316                             | 300                             |
| Ouvriers                                          | 232                             | 187                             |

Le revenu fiscal médian par ménage était en 2006 de 14 705 €, ce qui plaçait Château-Chinon (Ville) au 22 069e rang parmi les 30 687 communes de plus de 50 ménages en métropole ; ce chiffre est passé à 15 164 € en 2007, puis à 15 322 € à 2009.
La commune a profité durant de longues années de la présence d’une usine de la marque DIM (fabrication de sous-vêtements). Un plan social en 2006 a toutefois conduit à la fermeture de ce site, entraînant ainsi la suppression de 95 emplois,.
Château-Chinon bénéficiait également de la présence d’un Établissement d’Imprimerie de l’Armée de terre (EIAT) qui employait environ 80 personnes. Toutefois, à la suite des restructurations de l'Armée, cet établissement fut menacé de fermeture dès avril 2008, et définitivement fermé en août 2009. Ces mêmes restructurations institutionnelles ont conduit également à la fermeture du service des ressortissants résidant à l’étranger (SRRE) en 2011, soit une suppression de 22 nouveaux emplois.
Pour permettre à la ville et à son bassin d'emploi de surmonter ces nombreuses suppressions d'emplois, un plan local de redynamisation a été conclu le 5 février 2010 entre l'État et les collectivités locales.

## Culture locale et patrimoine

### Lieux et monuments

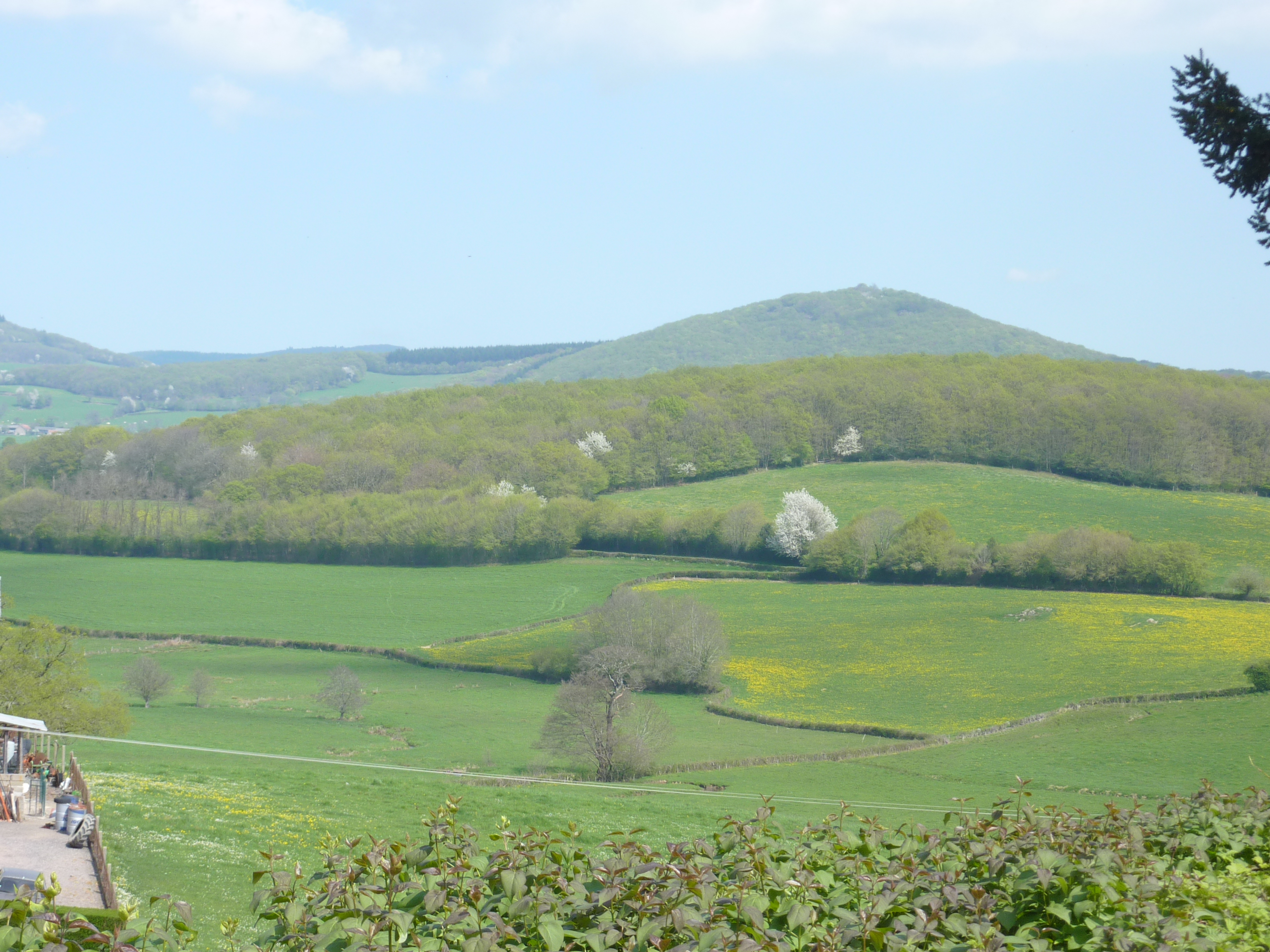
Paysage du Morvan vu depuis la butte de Château-Chinon.

#### Lieux et édifices historiques ou administratifs

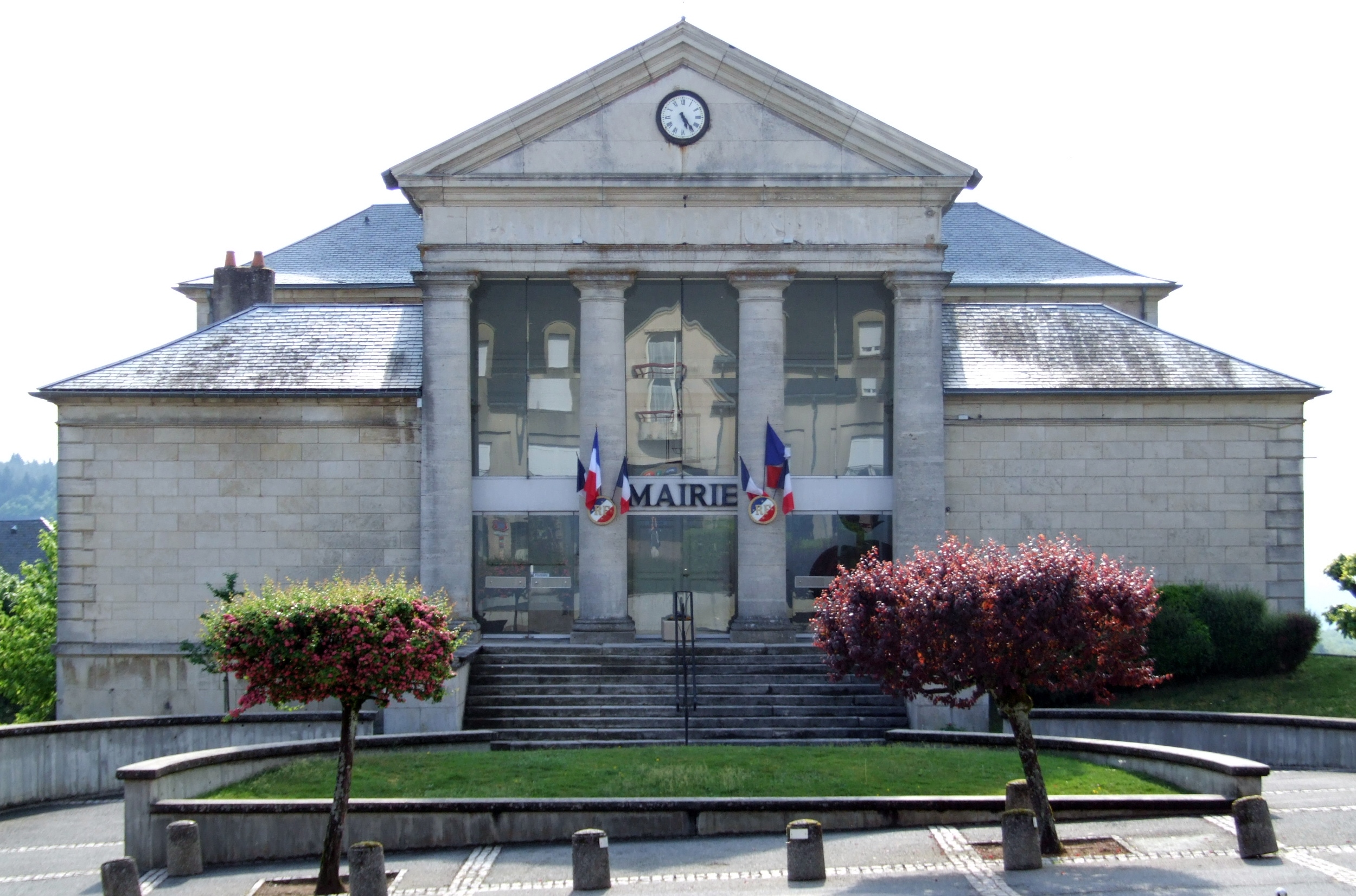
L'hôtel de ville (ancien palais de justice).

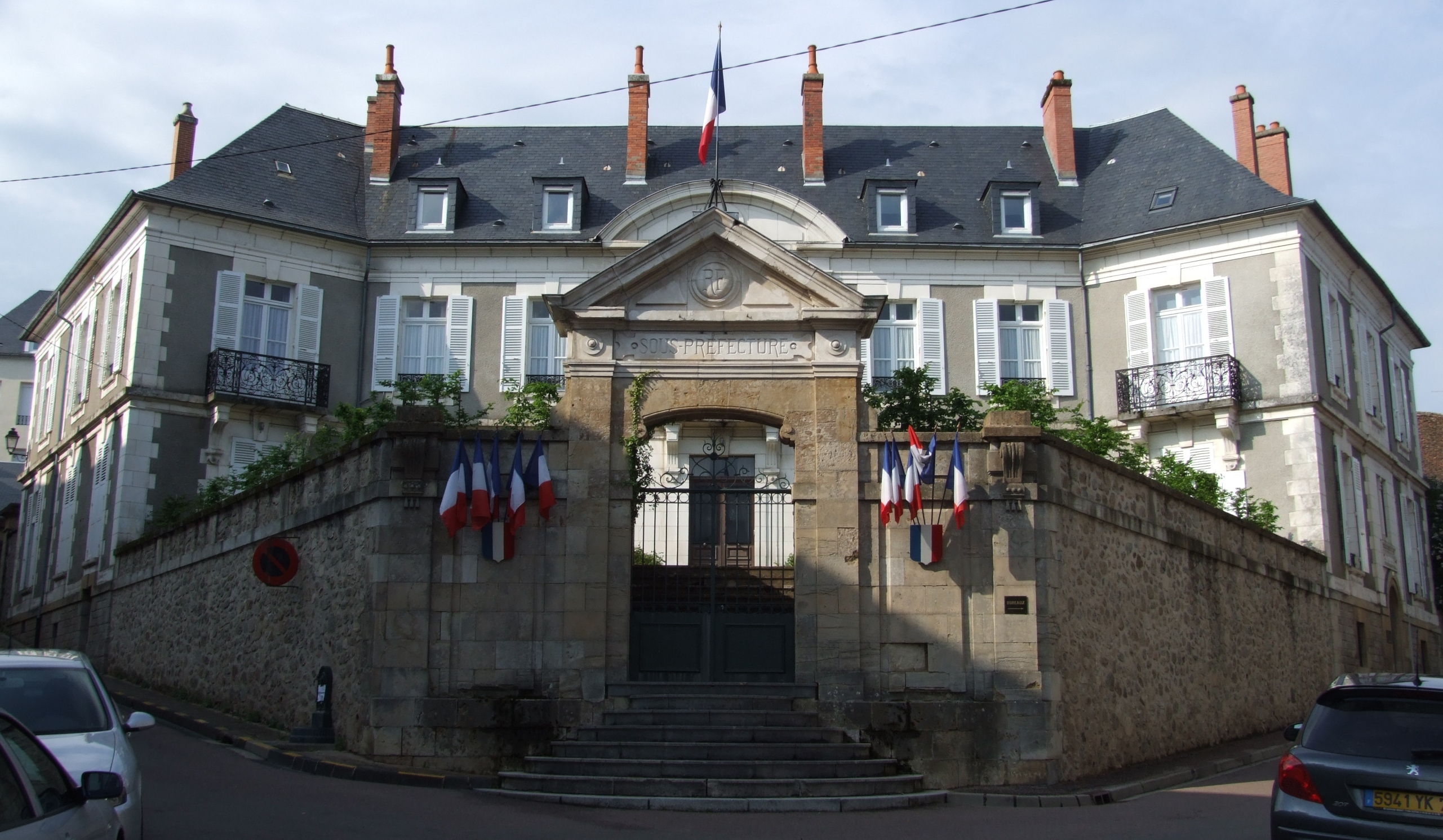
La sous-préfecture.

- L'oppidum de Castrum Caninum, datant des Ier et IIIe siècles, est situé au faîte du Calvaire, la colline sur le flanc de laquelle la ville de Château-Chinon est construite.
- L'ancien hôtel de ville, devenu depuis le centre culturel Condorcet, fut construit en 1851 par É. Amé et dispose d'un sous-sol utilisé comme entrepôt, un rez-de-chaussée occupé par la médiathèque et un étage plus petit accueillant aujourd'hui une salle d'exposition ainsi que le local de l'Académie du Morvan[M 1].
- L'ancien palais de justice construit entre 1851 et 1853 dans un style grec, est devenu depuis l'hôtel de ville[M 2].
- L'ancienne prison bâtie en 1853 près de l'ancien palais de justice[M 3].
- La sous-préfecture construite au XIXe siècle[M 4].
- L'hôpital d'Aligre bâti selon un plan en U sur les plans de l'architecte morvandiau Andoche Parthiot et grâce aux dons du marquis d'Aligre et de sa femme. Sa construction débuta le 20 juin 1868 et les premiers malades furent accueillis en septembre 1870. Ce bâtiment, hormis les agrandissements dont il a bénéficié par la suite, possède quatre niveaux (un sous-sol, un rez-de-chaussée, un étage et un étage de comble). En son centre, une chapelle a été construite, surmontée d'un clocher à dôme à impériale[M 5],[D 18].

##### L'ancien château féodal
Au sommet du Calvaire, sur le même site où l'oppidum, puis le camp romain prenait place, on remarque de nos jours quelques vestiges de l'ancien château fort : traces des anciens souterrains, d'une tour de guet et des fossés.
Sa construction pourrait dater du Xe ou XIe siècle. De taille très modeste, il ne disposait visiblement pas d'habitation seigneuriale (la plupart des seigneurs de Château-Chinon n'ayant de toute manière jamais logé dans la ville). Il était constitué d'un corps de logis rectangulaire d'environ 30 mètres par 25 mètres flanqué d'une tour ronde à chaque angle. Ces tours avaient un diamètre de 7 mètres et leurs murs avaient une épaisseur de 3 mètres. L'une d'elles, à l'angle sud-ouest, était percée d'une poterne permettant d'accéder au souterrain débouchant à l'intérieur du château. Une cinquième tour de même taille se trouvait sur la face nord ; elle faisait office de donjon et une petite chapelle dédiée à saint Laurent y était adossée.
La porte d'entrée de la forteresse était tournée vers la ville, sur la face sud. Elle était munie d'un pont-levis et surmontée de mâchicoulis. La basse-cour se trouvait à l'est de l'édifice.
Au nord, à l'ouest et en partie au sud, l'ensemble était ceint par des fossés (pouvant atteindre 30 mètres de large et 5 mètres de profondeur) et des bastions reliés par des courtines. Le côté est était quant à lui naturellement protégé à l'époque par l'escarpement de la colline.
La destruction du château date vraisemblablement de 1478 lorsque Charles Ier d'Amboise, gouverneur de Bourgogne, fut chargé par Louis XI de « démolir, abattre et raser toutes les places, châteaux et forteresses » du Morvan.

##### La porte Notre-Dame et les anciennes fortifications de la ville
La porte Notre-Dame, visible sur la place du même nom, est l'un des rares vestiges des anciens remparts et fortifications de la ville. Elle fut construite par Louis XI à la fin du XVe siècle, et réaménagée à la fin du XVIe siècle. Elle fait l'objet d'une inscription au titre des monuments historiques depuis le 10 octobre 1930,.
Les autres vestiges des fortifications sont deux tours : la tour dite de la Paix dans la rue du même nom, en contrebas de l'église, et une autre tour 100 mètres plus loin, au croisement de la rue de l'École et de la rue des Fossés.

#### Édifices religieux

##### L'église Saint-Romain

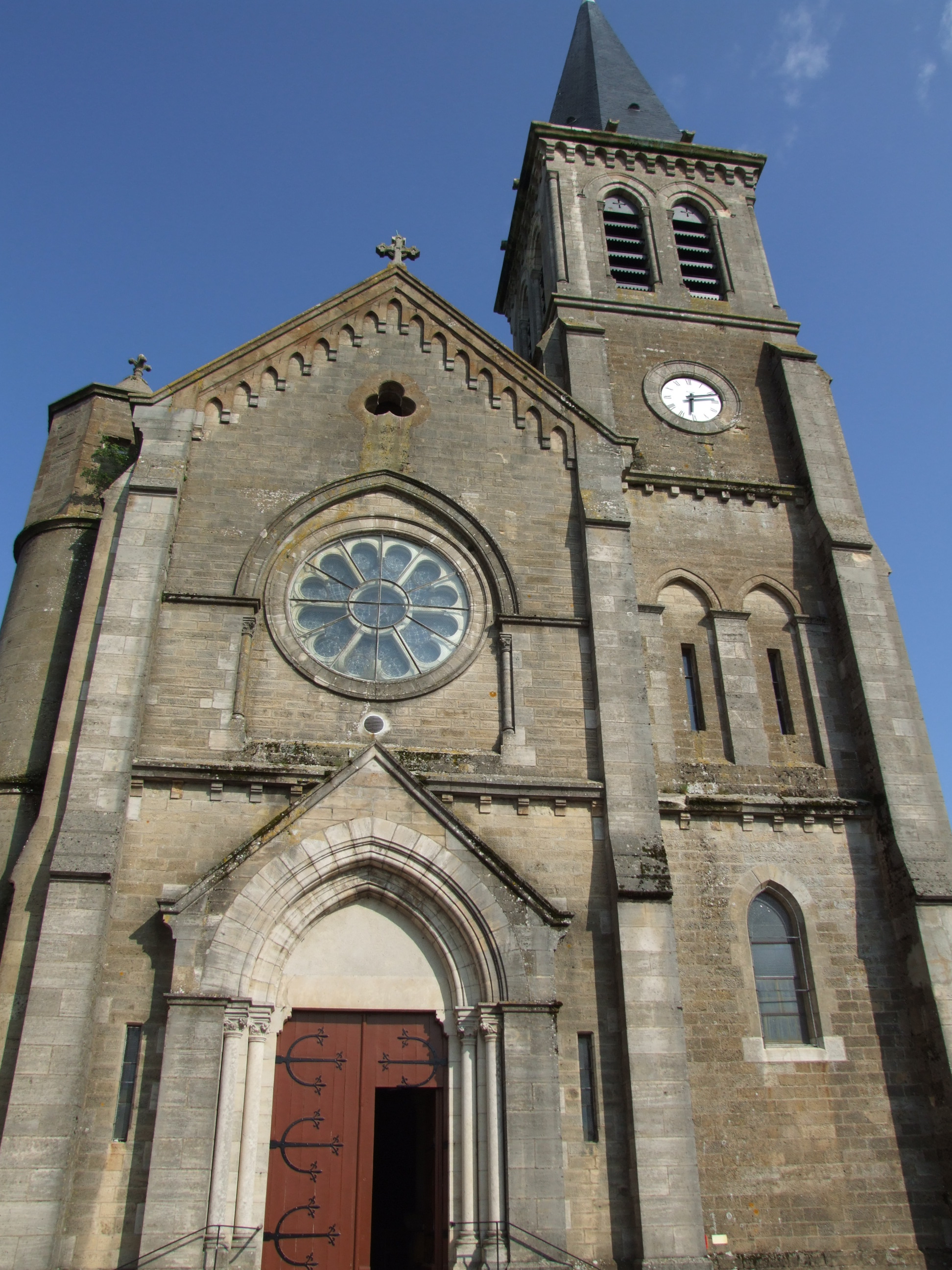
L'église Saint-Romain.

L'église néo-gothique de la ville fut bâtie entre 1894 et 1896. Elle est placée sous le vocable de saint Romain († 560), instructeur de Benoît de Nursie à Subiaco qui, venant d'Italie, s'installa dans une grotte à Druyes-les-Belles-Fontaines (Yonne), dont il fonda le village et son monastère en devenant le premier abbé. L’église fut consacrée en 1902.
Le bâtiment actuel, avec sa flèche de 41 m, fait suite à plusieurs reconstructions. La première église, en style roman, date du XIIe siècle. Elle fut remplacée ensuite par une autre couverte en bois avec un clocher de style gothique. En 1722, l'église s'écroule en partie en faisant de nombreux tués et blessés. Dès l'année suivante, la foudre y provoque un incendie. Reconstruite à nouveau, elle est démolie durant la Révolution. Elle fut une nouvelle fois rebâtie en 1824, mais considérée trop petite, une ultime reconstruction eut lieu en 1894, par l'architecte Andoche Parthiot, pour faire place à l'église néo-gothique actuelle.

##### La chapelle du Chêne

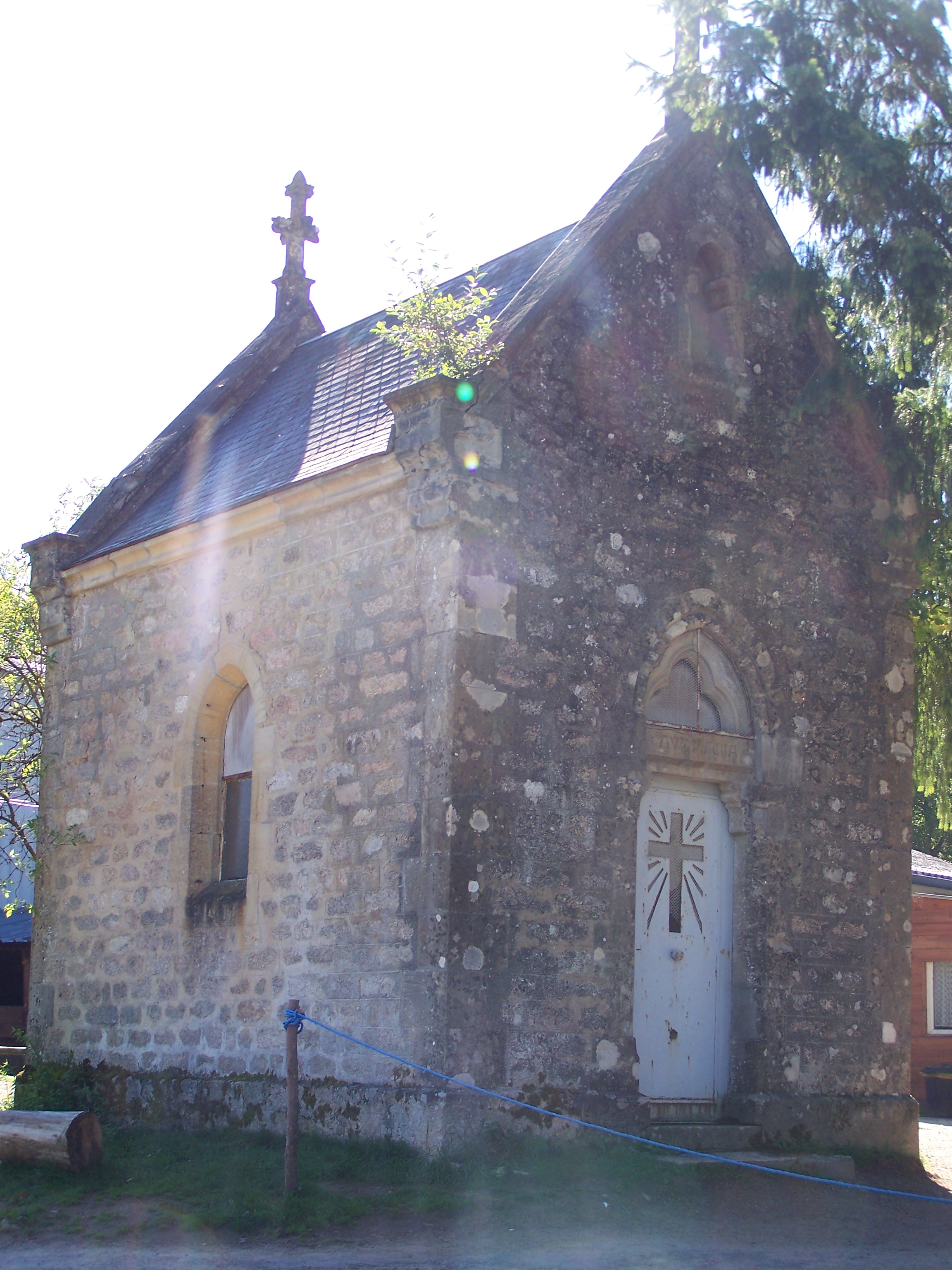
La chapelle du Chêne.

Sur le tracé d'une ancienne voie romaine reliant Château-Chinon à Moulins-Engilbert, on trouve la chapelle du Chêne édifiée en 1868.
À ce même emplacement, d'après un plan datant de 1676, se trouvait la « chapelle du Châgne » (chêne en morvandiau), vraisemblablement une autre chapelle détruite pendant la Révolution.
Le chêne fut remplacé il y a plus de trois siècles par deux tilleuls. L'un d'eux fut brisé par un ouragan le 5 avril 1882, et le second subit le même sort en 1918.

##### L'ancien couvent Sainte-Claire
L'ancien couvent Sainte-Claire, située rue du Château et datant du XVIIIe siècle, a été converti en musée du Septennat du Président François Mitterrand.

##### Le prieuré de Saint-Christophe de Château-Chinon

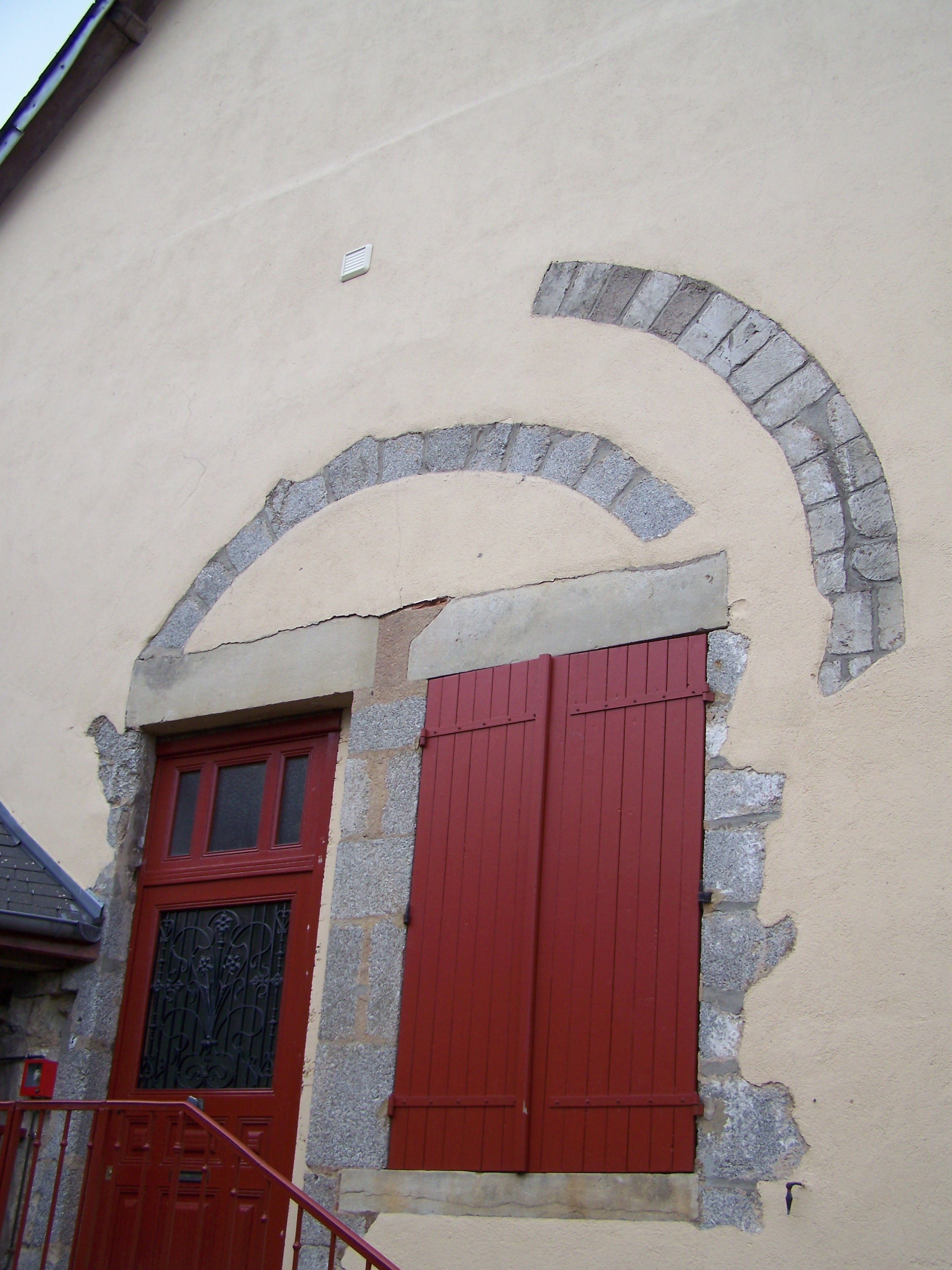
Arcs de l'ancien prieuré.

Le plus ancien document parlant de la ville, daté de 1076, mentionne également le prieuré de Saint-Christophe. Ce prieuré était dépendant de l'abbaye de Cluny. Il possédait entre autres dans ses dépendances le hameau de Vissengy (commune de Chaumard), avec moyenne et basse justice. La haute étant au comte de cette ville. Il ne reste rien aujourd'hui, de ce prieuré, sinon la place où il était situé et qui en conserve le patronyme, près de l'église Saint-Romain. Des ruines d'un arc en plein cintre et d'un arc rampant pris dans la maçonnerie d'une maison au no 3 de la place Saint-Christophe, pourraient en être des vestiges.

#### Édifices commémoratifs
- L'espace François-Mitterrand, lieu de mémoire, a été construit sur le circuit de la Promenade qui fait le tour de la colline du Calvaire ;
- La fontaine de Château-Chinon de Jean Tinguely et Niki de Saint Phalle sur la place de l'hôtel de ville, œuvre commandée par François Mitterrand après la réalisation de la Fontaine Stravinsky de Paris par les deux artistes. Elle a été inaugurée le 10 mars 1988 ;
- Un buste de monseigneur Cortet, évêque de Troyes et natif de Château-Chinon, dans l'église Saint-Romain ;
- Un monument à Louis de Courmont par Émile Fernand-Dubois sur la promenade qui fait le tour du Calvaire ;
- Une fontaine du XIXe siècle en basalte de Louis Compain et Jules Flacheboeuf-Compain, à quatre jets et représentant une allégorie et un buste de Marianne, située près de la place Gudin[M 10].

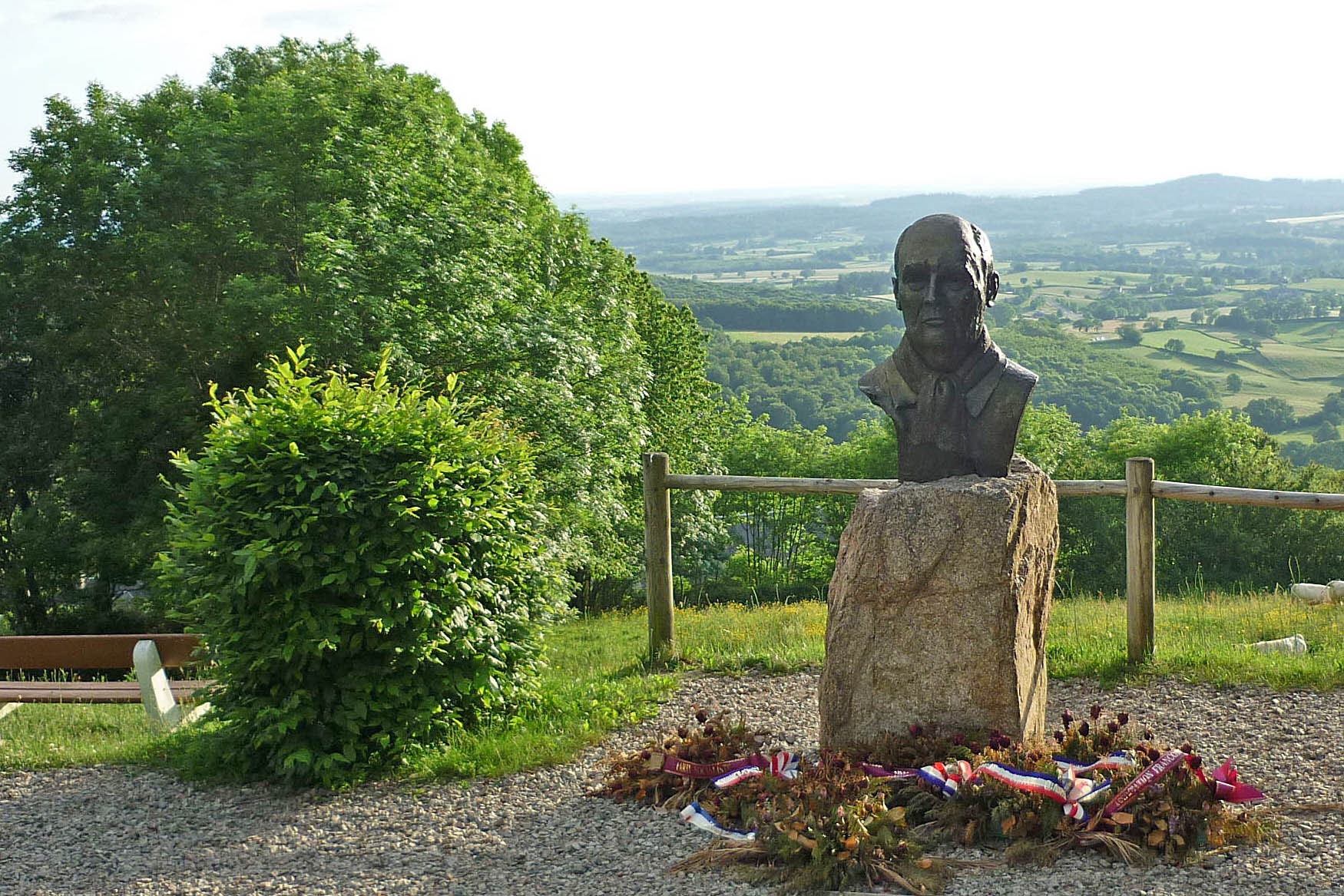
Buste de François Mitterrand à l'espace François-Mitterrand.
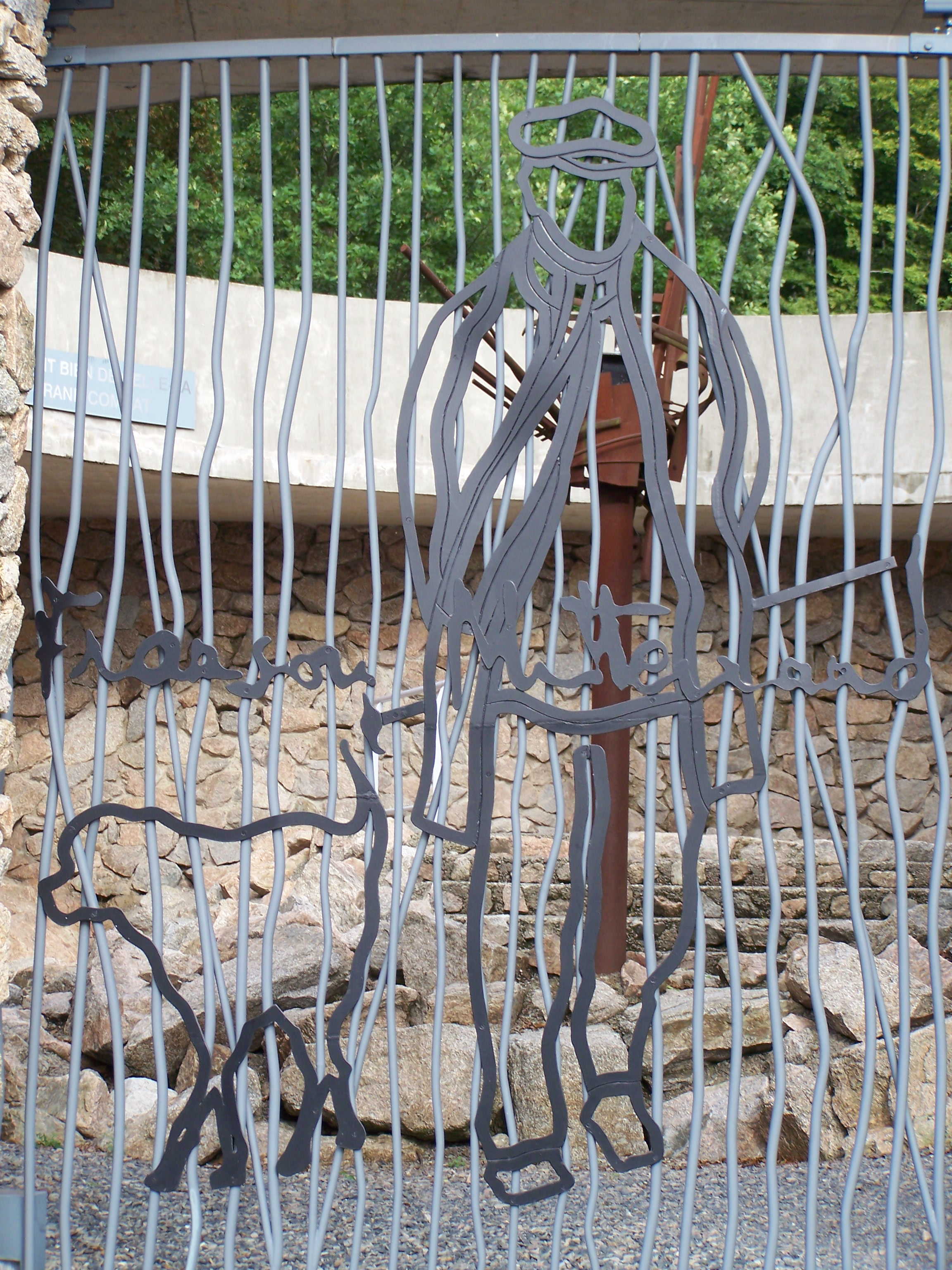
Grille de l'espace François-Mitterrand.
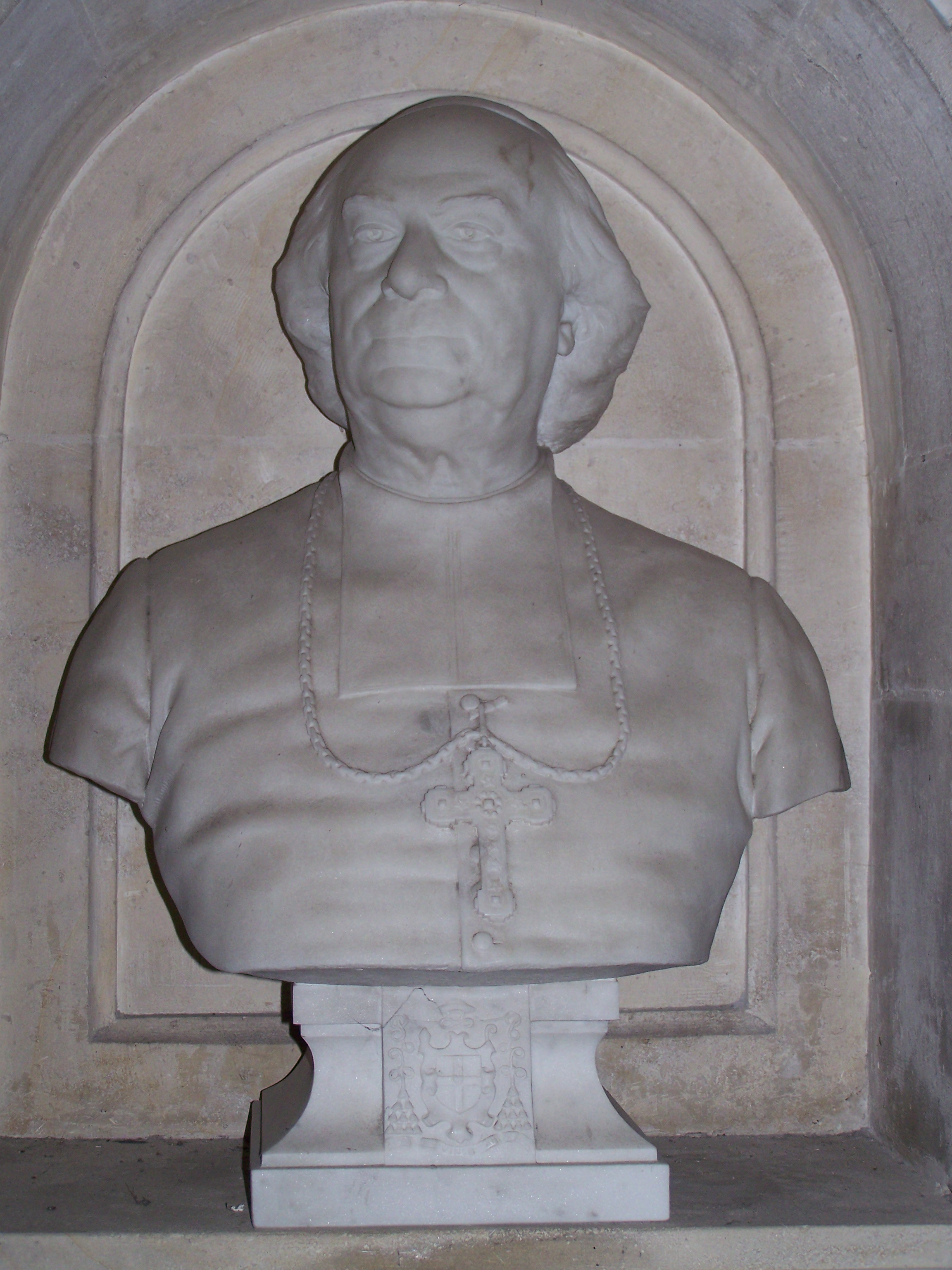
Buste de Mgr Cortet dans l'église Saint-Romain.
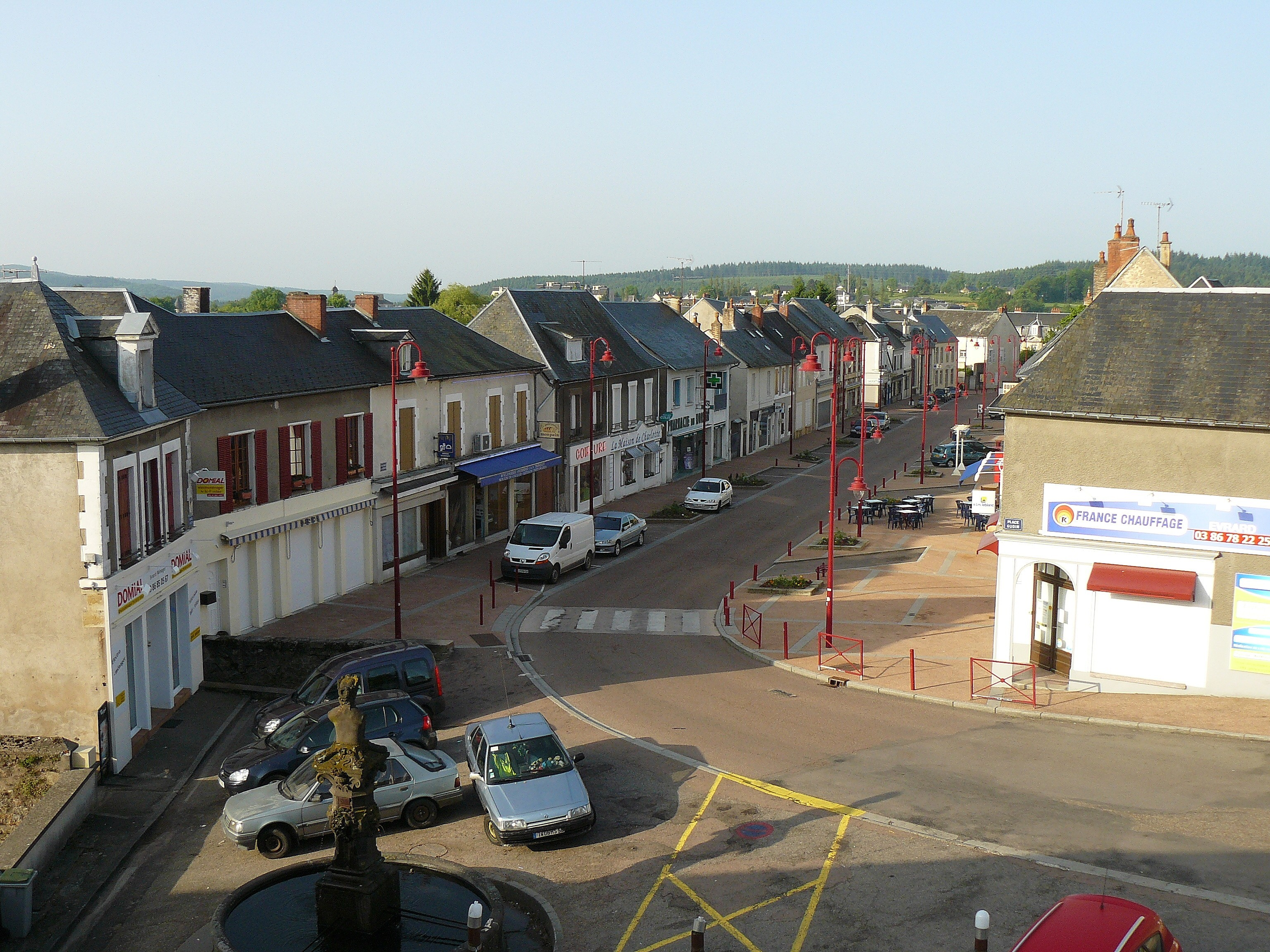
Le boulevard de la République, avec la fontaine de Louis Compain et Jules Flacheboeuf-Compain au premier plan.

#### Lieux divers
- Lavoir couvert, dans la rue du Lavoir, dans la partie haute de la ville près du faubourg de Paris.
- Rocher dit Maison du Loup : faux dolmen naturel creux situé sur le flanc du Calvaire, qui aurait pu servir d'autel à sacrifices[69].

### Équipements culturels

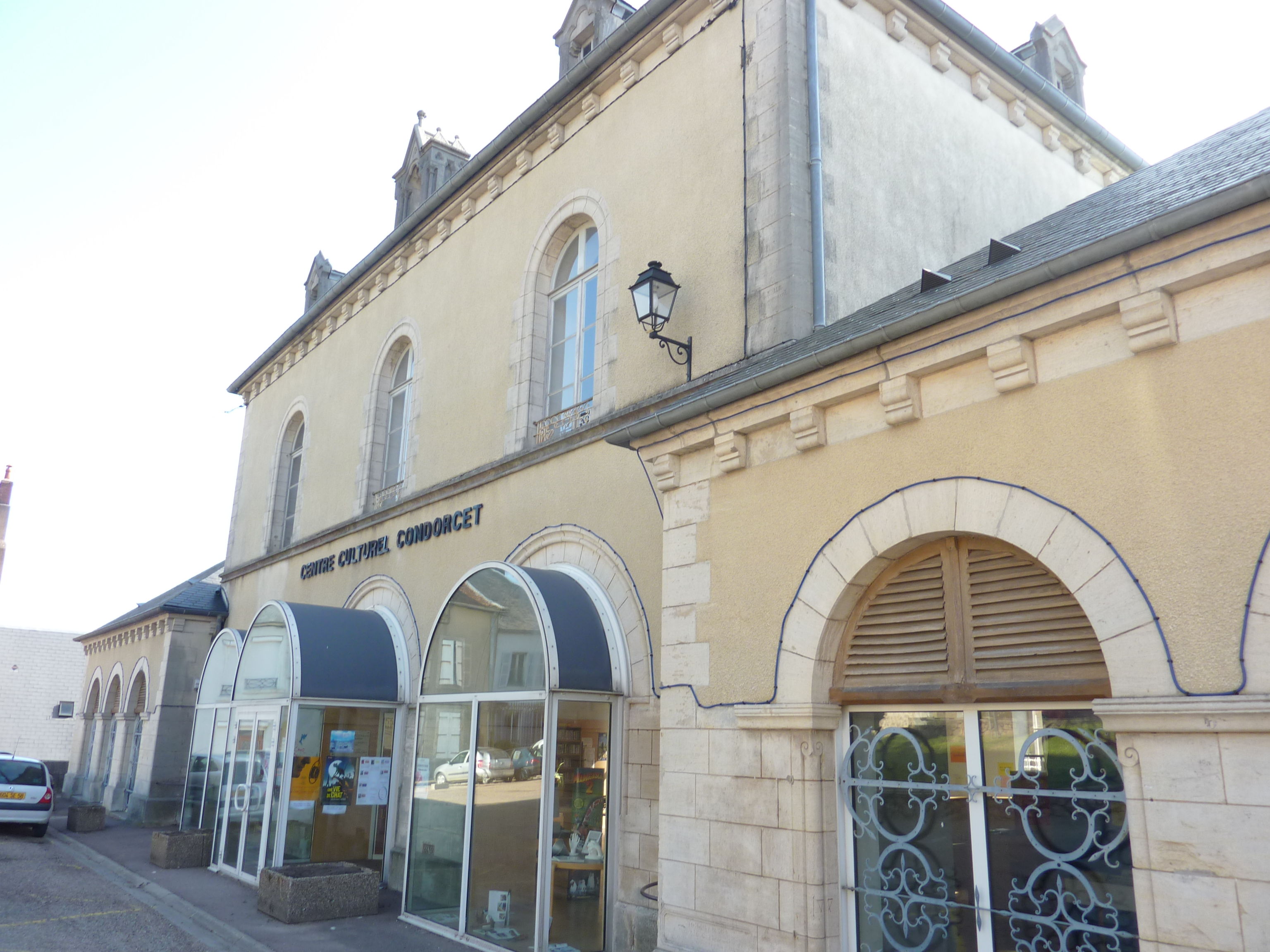
Le centre culturel Condorcet (ancienne mairie).

La ville dispose d'une médiathèque : le centre culturel Condorcet de Château-Chinon.
Elle met à disposition une collection de livres, cassettes vidéo, CD audios, DVD, ainsi que des ordinateurs connectés à Internet. Elle comprend également une salle d'exposition et un auditorium.
La médiathèque abrite également le siège de l'Académie du Morvan et sa bibliothèque.

### Les musées

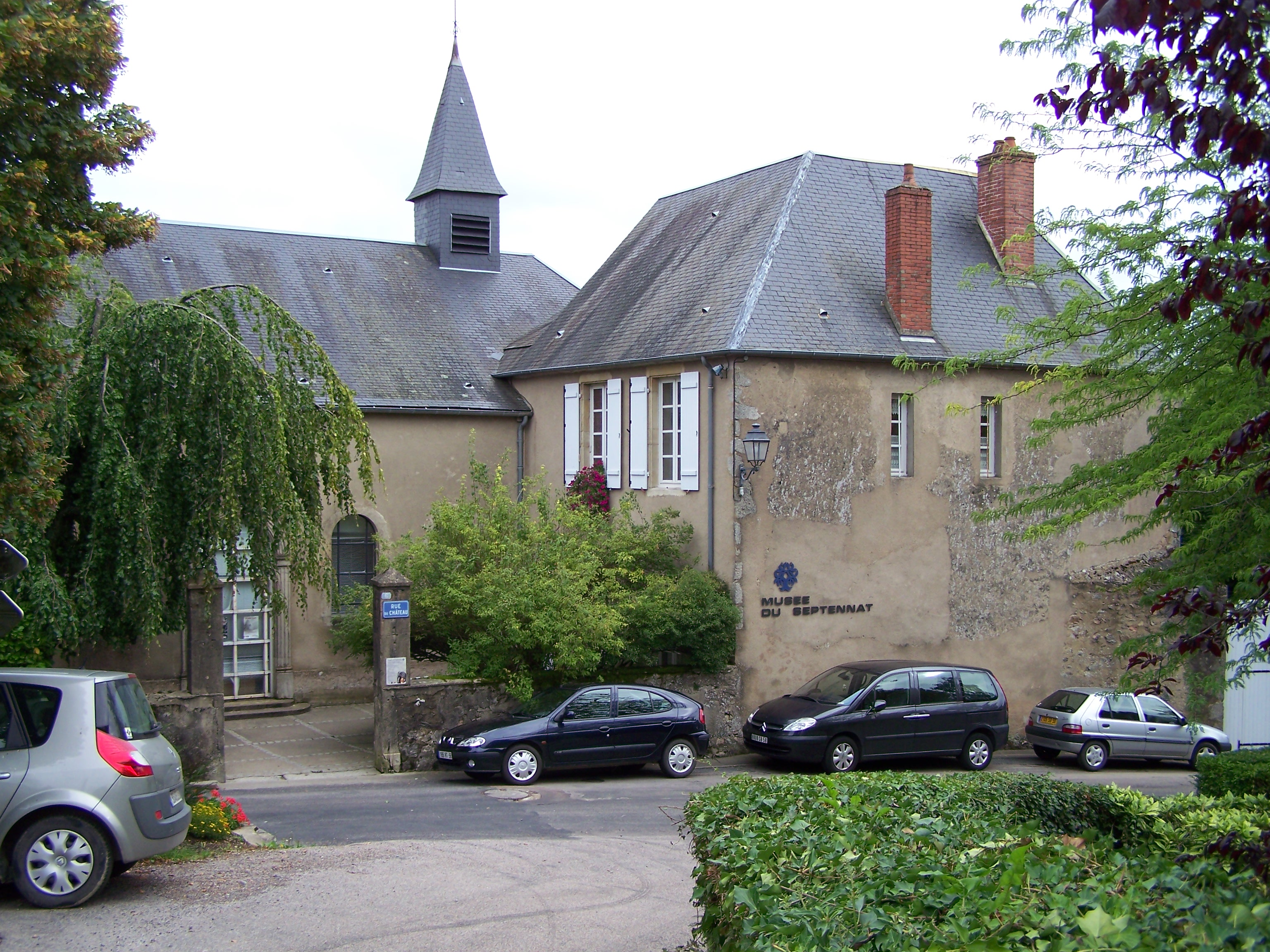
Le musée du Septennat (ancien couvent Sainte-Claire).

Château-Chinon accueille deux musées situés dans la rue du Château. Ils bénéficient tous les deux du label « Musée de France », :
- le musée du Septennat-du-Président-François-Mitterrand, situé dans l'ancien couvent Sainte-Claire datant du XVIIIe siècle et qui regroupe de nombreux cadeaux reçus par le président de la République au cours de ses deux septennats ;
- le musée du Costume et des Arts et Traditions populaires du Morvan où l'on peut découvrir une collection de costumes français du XVIIIe au XXe siècle, faisant apparaître les évolutions et influences du temps, quelles que soient leur origine géographique ou les classes sociales auxquels ils ont appartenu. Le musée accueille aussi une partie du fonds de la collection Jules Dardy, léguée en 1970 à la municipalité de Château-Chinon[M 13].

Les deux musées ont fermé en 2019 pour des travaux de refonte de l'offre et de réorganisation. Après avoir porté le nom de cité muséale, le projet ouvrira en 2024 sous le nom de cité des Présents.

### Personnalités liées à la commune
- Pierre-Louis-Marie Cortet (1817-1898) : vicaire général de Nevers, puis évêque de Troyes, il est natif de la commune, un buste célèbre sa mémoire dans l'église Saint-Romain ;
- Edmond Bogros (1820 -1880) : médecin et écrivain régionaliste, il est né dans la commune dont il fut le maire en 1877 ;
- Andoche Parthiot (1821-1900) : architecte de la ville, il est, entre autres, l'auteur de l'actuelle église Saint-Romain et de l'hôpital d'Aligre ;
- Henri-Georges Chartier (1859-1924), peintre né sur la commune ;
- Félix Klein (1862-1953), prêtre et voyageur, né à Château-Chinon ;
- Joseph Pasquet (1888-1972) : professeur au Canada puis chef d'entreprise, écrivain régionaliste, cofondateur et premier chancelier de l'Académie du Morvan ;
- Étienne Gaudet (1891-1963), artiste-peintre et graveur, né dans la commune ;
- André Prosper Davesne (1898-1978) : écrivain et enseignant, il est natif de Château-Chinon ;
- Léon Bondoux (1902-1976) : médecin de campagne né dans la commune, il fut également député de l'arrondissement de Château-Chinon de 1936 à 1942, conseiller général de la Nièvre, maire de Château-Chinon (Ville) de 1945 à 1947 et cofondateur de l'Académie du Morvan ;
- Régine Pernoud (1909-1998) : historienne née à Château-Chinon ;
- François Mitterrand (1916-1996) : homme politique, maire de Château-Chinon de 1959 à 1981, puis président de la République de 1981 à 1995, il fut également député et sénateur de la Nièvre, ainsi que président du conseil général de la Nièvre et cofondateur de l'Académie du Morvan ;
- Lucien Olivier (1919-1994) : médecin et archéologue né à Château-Chinon, il fut également fondateur du Groupement Archéologique du Haut-Morvan (GAHM), membre de l'Académie des Sciences, Arts et Belles-Lettres de Dijon ainsi que cofondateur et chancelier perpétuel de l'Académie du Morvan ;
- René-Pierre Signé (1930- ) : homme politique, maire de Château-Chinon (Ville) de 1981 à 2008 et ancien conseiller général de la Nièvre, il est sénateur de la Nièvre de 1986 à 2011.

### Labels
- Depuis le palmarès de 2005, la commune bénéficie de deux fleurs au concours des villes et villages fleuris.
- Les deux musées de la commune, le musée du Septennat du Président François Mitterrand et le musée du Costume et des Arts et Traditions populaires du Morvan, bénéficient du label « musée de France ».

### Héraldique
| Blason | Blasonnement : « D'azur à un chêne au naturel sur une terrasse d'or. » |